# Vízesések listája

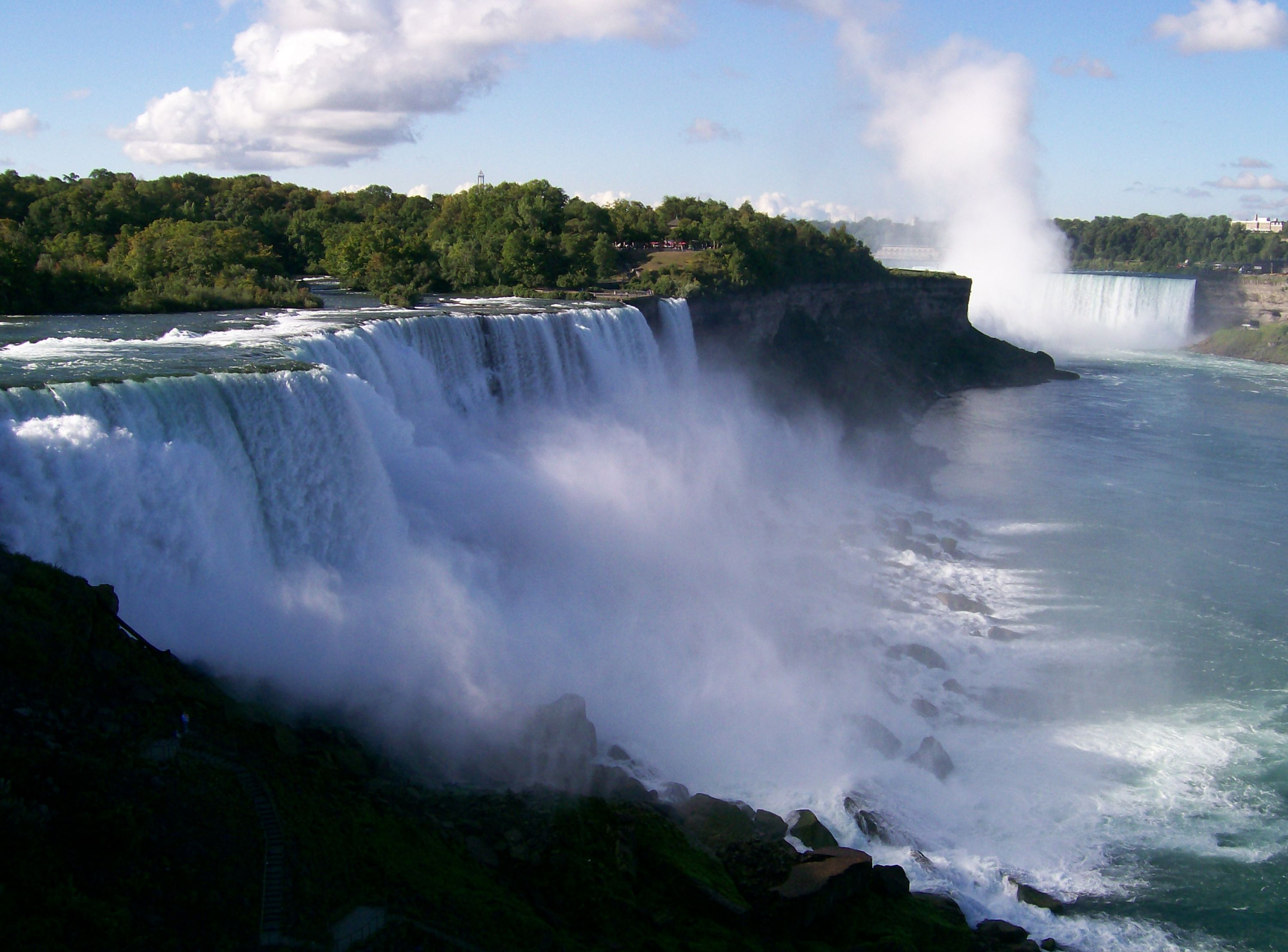
A Niagara-vízesés

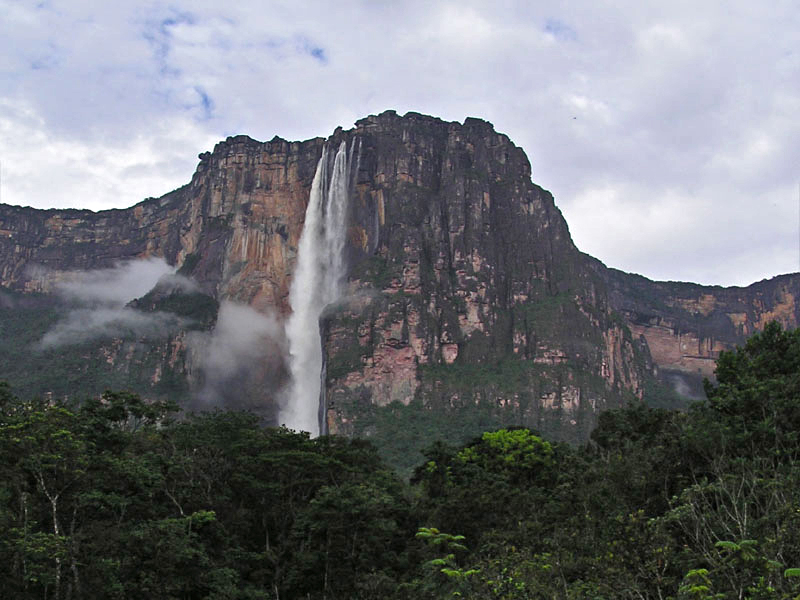
Angel-vízesés

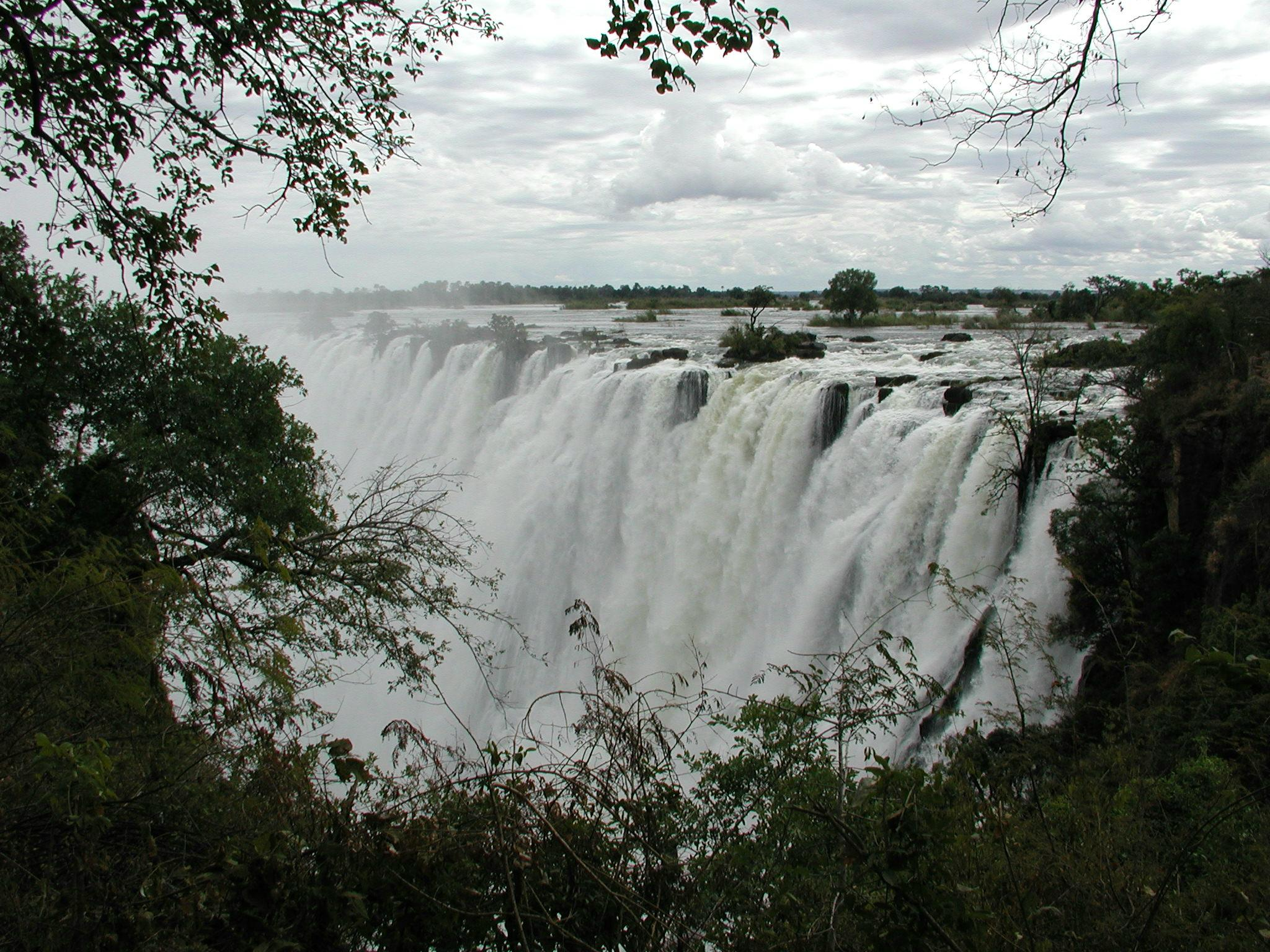
Viktória-vízesés

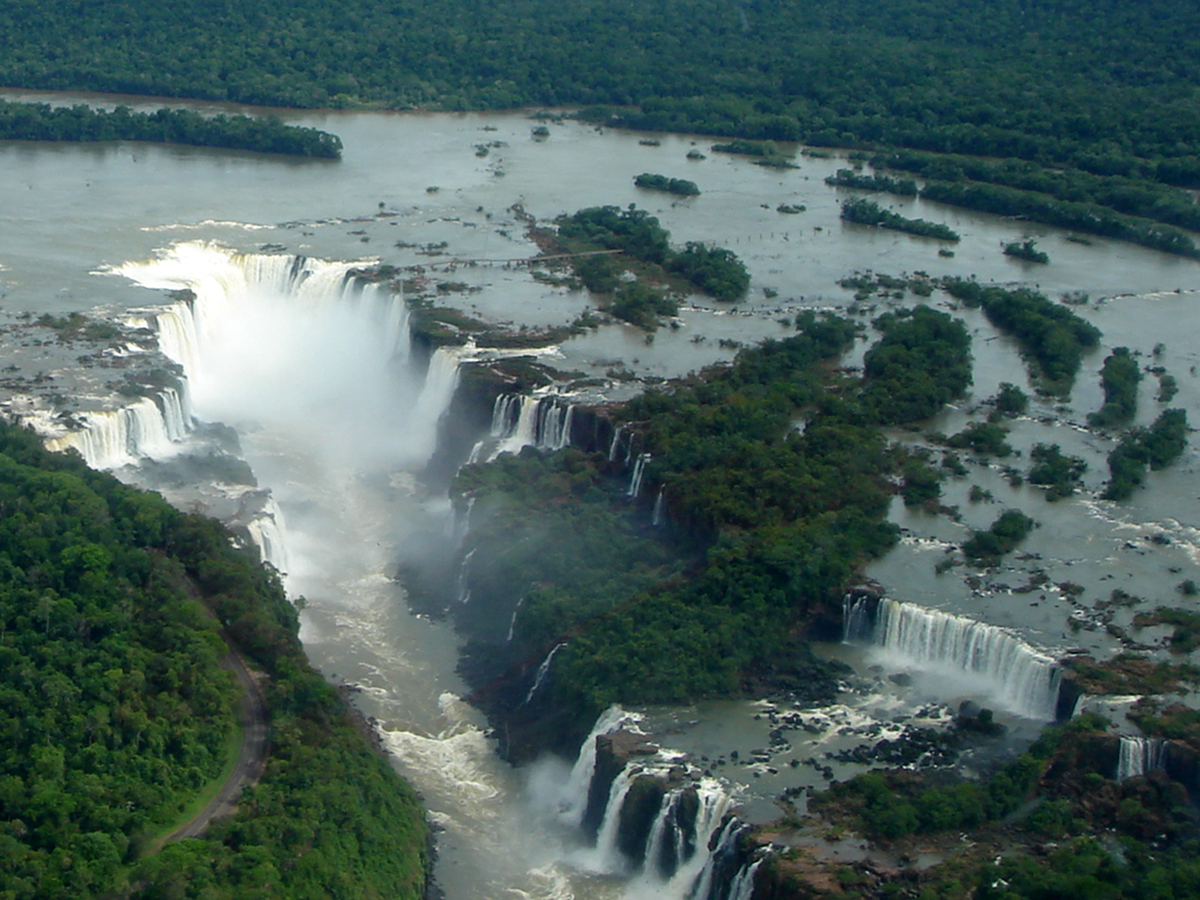
Iguazu-vízesés

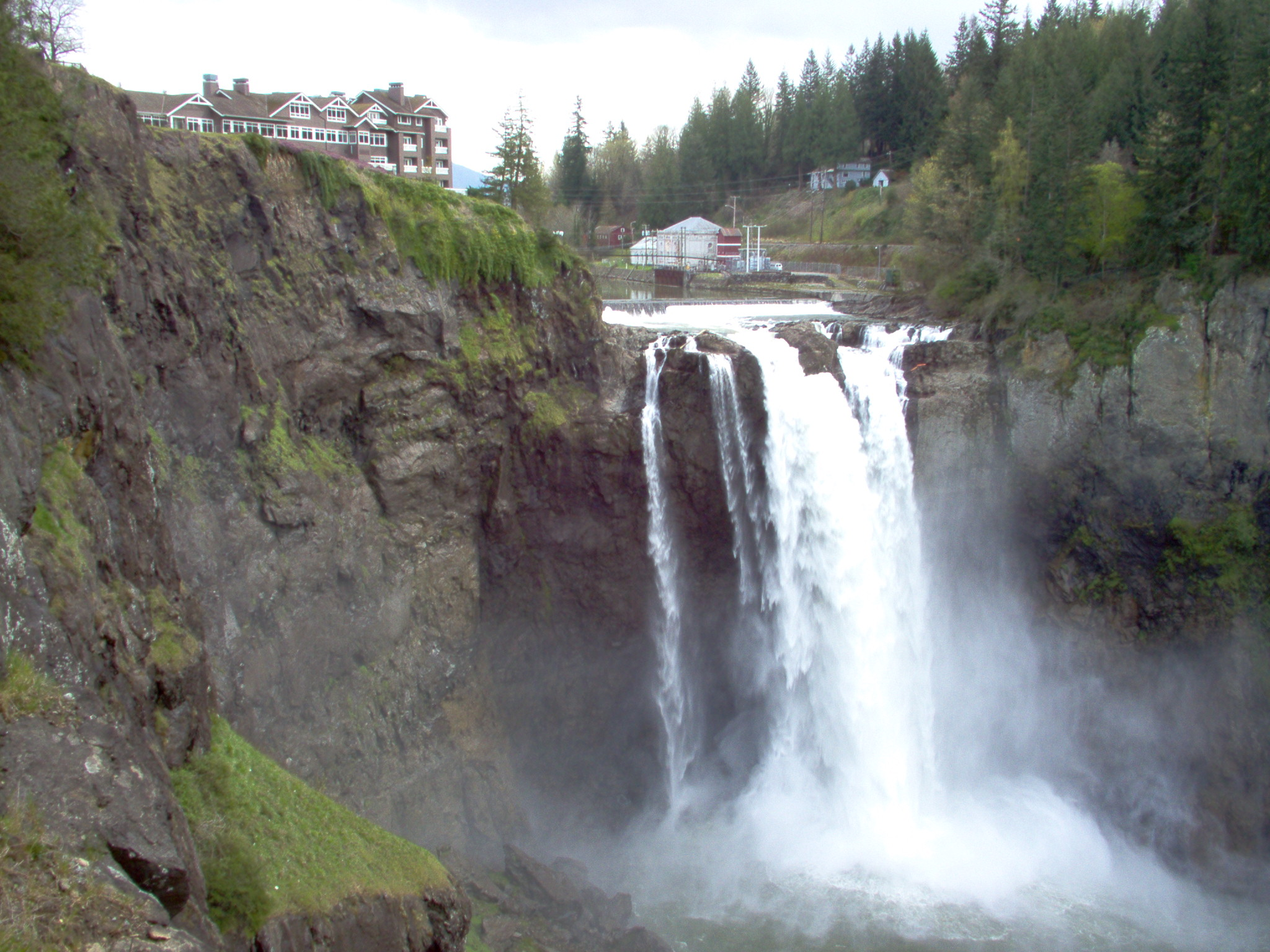
Snoqualmie-vízesés

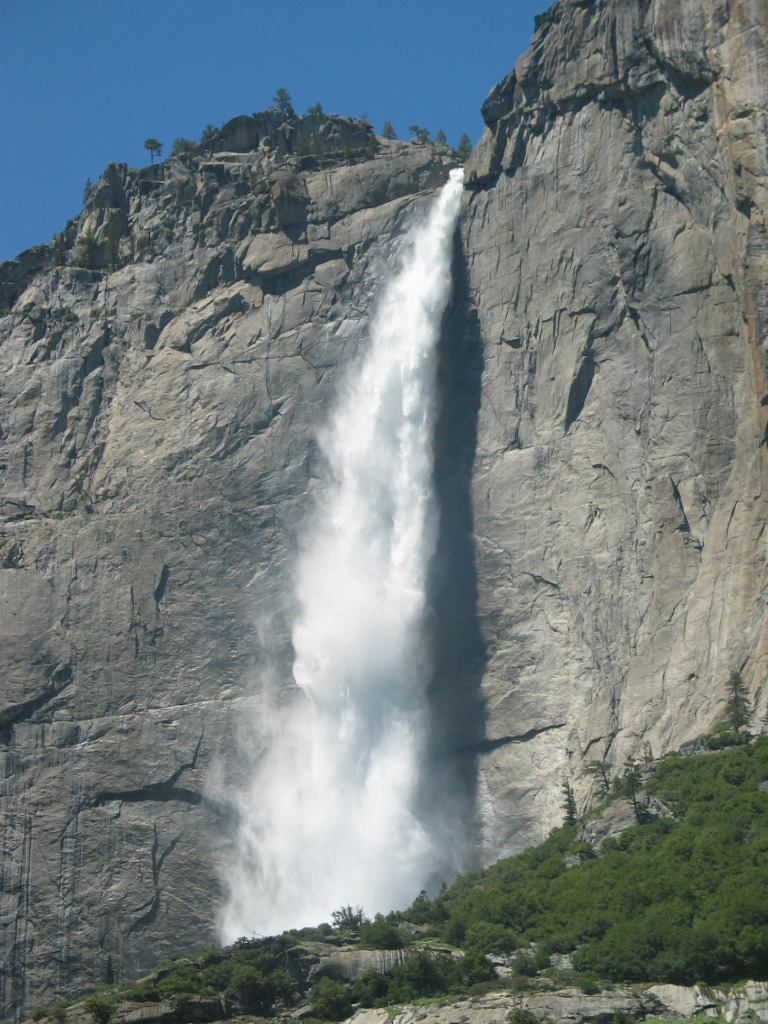
Yosemite-vízesés

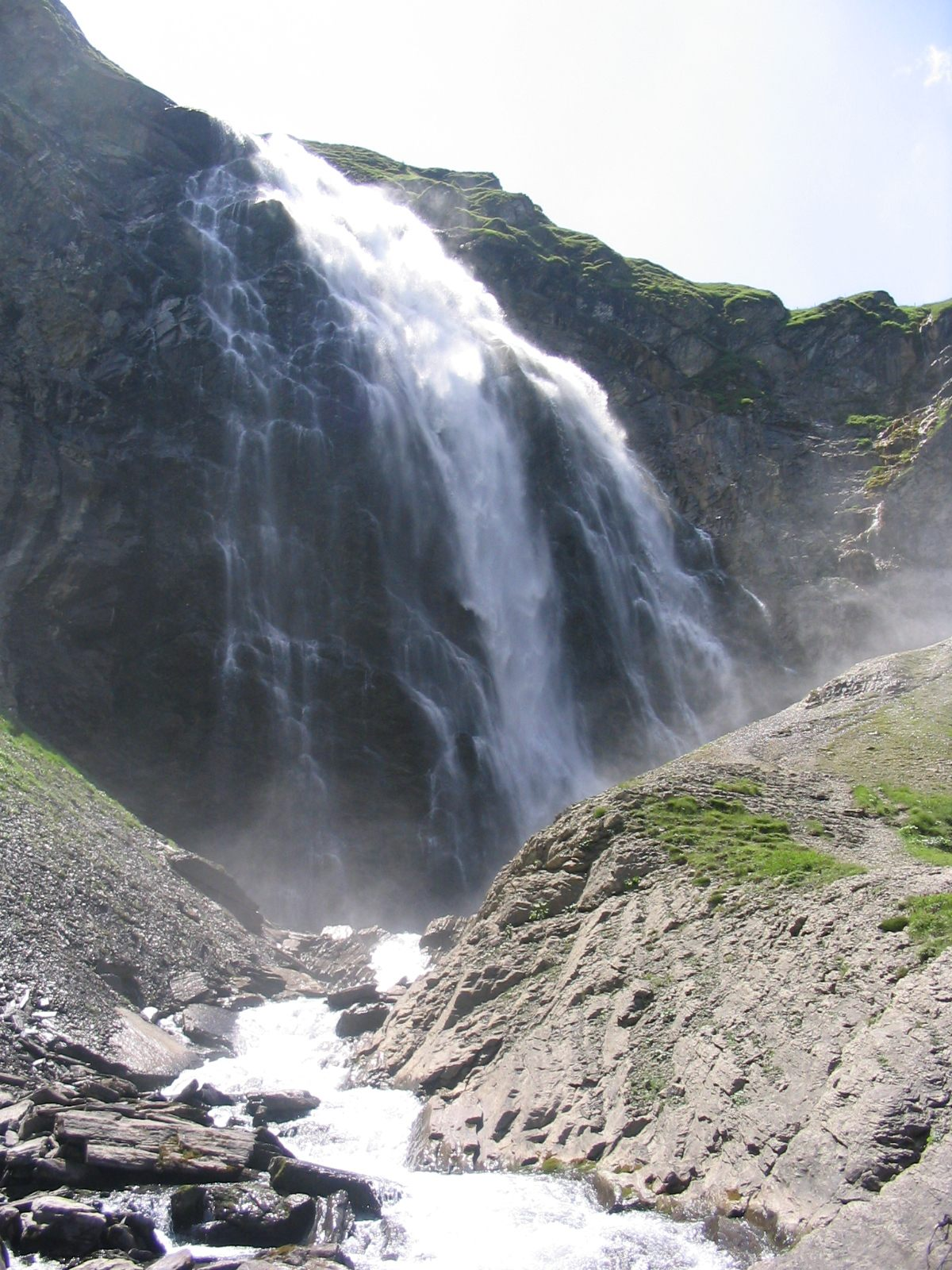
Engstlige-vízesés

A vízesések listája földrészek szerint rendezi a vízeséseket.

## Afrika

### Angola
- Epupa-vízesés
- Kalandula-vízesés

### Etiópia
- Baratieri-vízesés
- Fincha Fwafwate-vízesés
- Tisissat-vízesés

### Benin
- Chutes de Kota-vízesés
- Chutes de Koudou-vízesés

### Burkina Faso

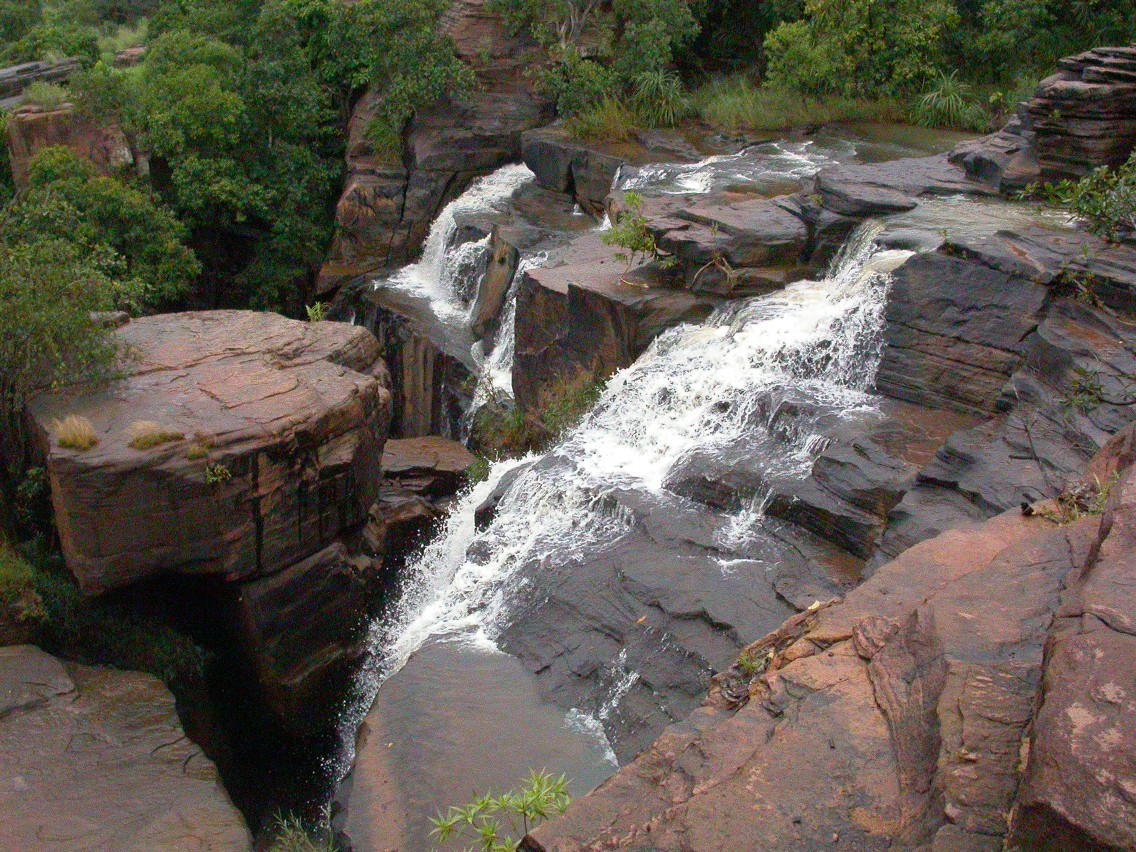
Cascades de Banfora (Burkina Faso)

- Cascades de Banfora-vízesés
- Tagbaladougou-vízesés

### Csád
- Gauthiot-vízesés

### Dél-Afrika

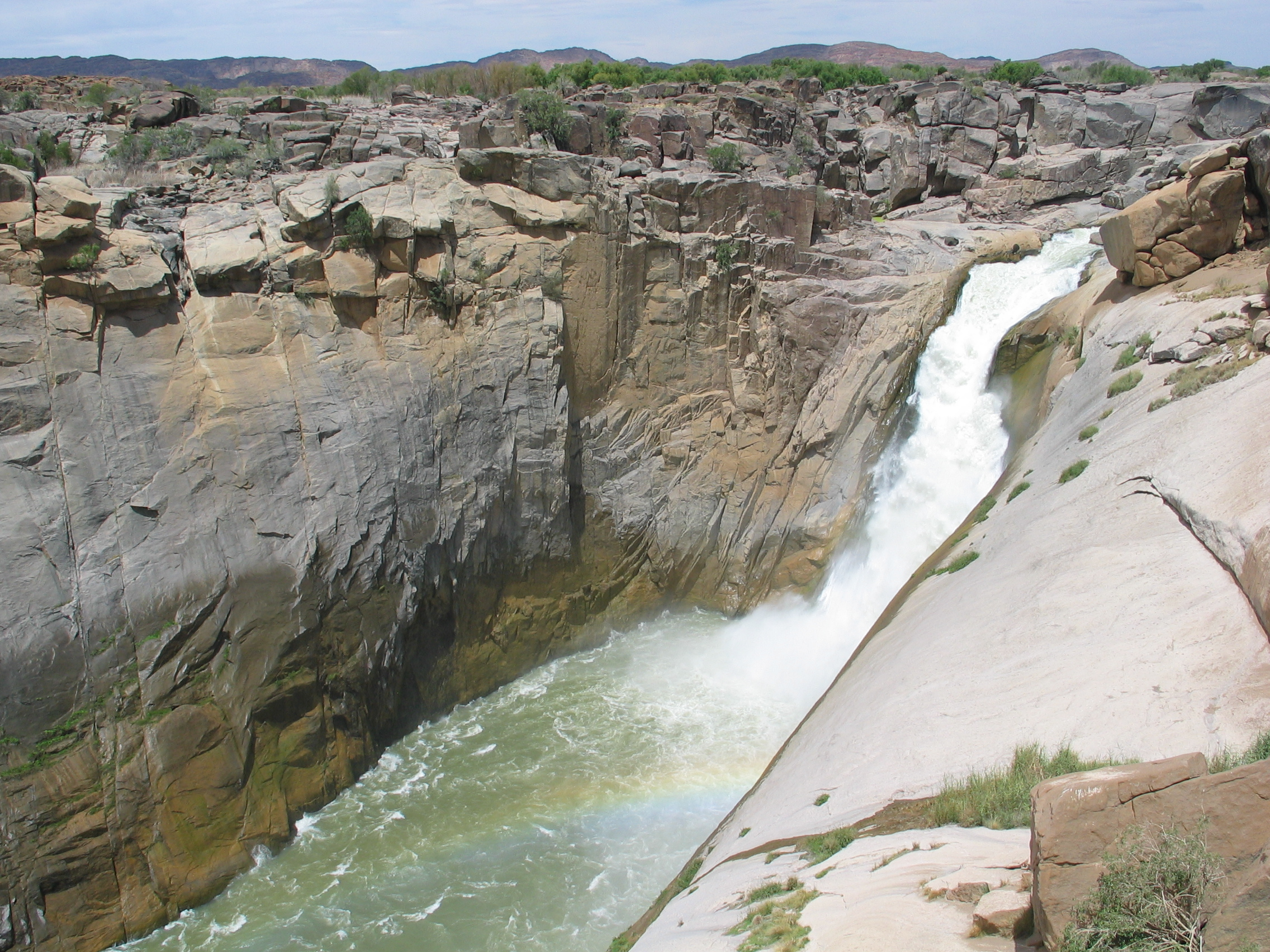
Augrabies-vízesés

- Augrabies-vízesés
- Bawa-vízesés
- Berlin-vízesés
- Bridal Veil-vízesés
- Elands River-vízesés
- Howick-vízesés
- Karkloof-vízesés
- Lisbon-vízesés
- Macmac-vízesés
- Magwa-vízesés
- Mtihelo-vízesés
- Ndedema-vízesés
- Tugela-vízesés

### Etiópia
- Baratieri-vízesés
- Fincha Fwafwate-vízesés
- Tisissat-vízesés

### Gabon
- Kongou-vízesés

### Ghána
- Fuller-vízesés
- Atangwen-vízesés
- Wli-vízesés
- Boti-vízesés
- Akropong-vízesés
- Obosomase-vízesés
- Konkonru-vízesés
- Kintampo-vízesés
- Tsatsadu-vízesés
- Tagbo-vízesés
- Tsenku-vízesés
- Begoro-vízesés

### Guinea
- Grand-vízesés
- Kambadaga-vízesés
- Kinkon-vízesés
- Tinkisso-vízesés

### Kamerun
- Lancrenon-vízesés
- Lobe-vízesés

### Kenya
- Gura-vízesés
- Karuru--vízesés
- Nithi-vízesés
- Vivienne-vízesés

### Kongói Demokratikus Köztársaság

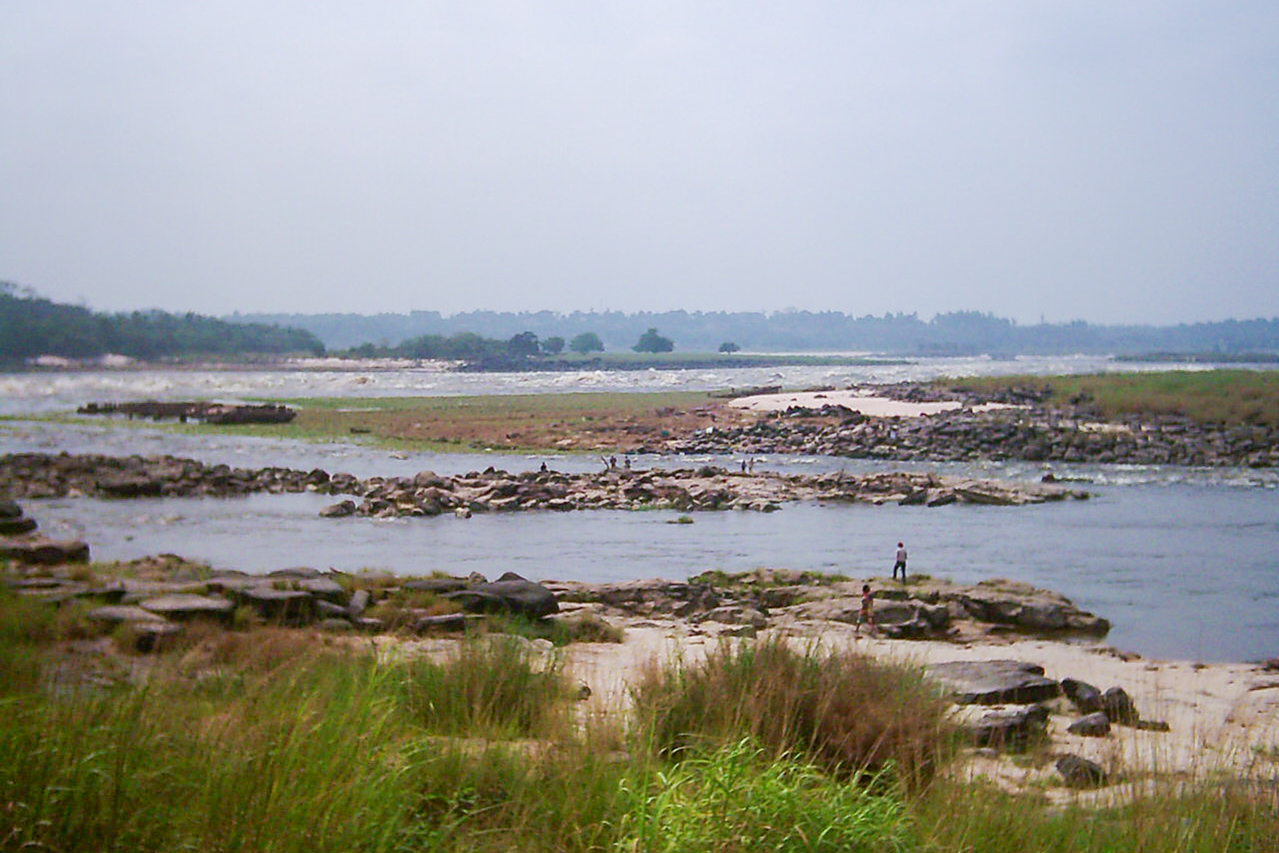
Livingstone-vízesés a világ legbővizűbb vízesése

- Boyoma-vízesés (Stanley)
- Inga-vízesés
- Livingstone-vízesés
- Lofoï-vízesés

### Kongói Köztársaság
- Livingstone-vízesés

### Közép-afrikai Köztársaság
- Matakil-vízesés

### Lesotho
- Ketane-vízesés
- Maletsunyane-vízesés
- Ribaneng -vízesés
- Semomkong-vízesés

### Libéria
- Guma-vízesés

### Madagaszkár
- Mandraka-vízesés
- Rianbavy-vízesés

### Malawi
- Kapichira-vízesés

### Marokkó
- Ouzoud-vízesés

### Namíbia
- Epupa-vízesés
- Popa-vízesés
- Ruacana-vízesés

### Nigéria
- Agbokin-vízesés
- Assop-vízesés
- Enemebia-vízesés
- Erin-Ijesa-vízesés
- Gurara-vízesés
- Ipole-Iloro-vízesés
- Kurra-vízesés
- Kwa-vízesés
- Olumirin-vízesés
- Owu-vízesés

### Ruanda
- Rusumo-vízesés

### Szenegál
- Barrakunda-vízesés
- Dindefelo-vízesés

### Sierra Leone
- Bathurst-vízesés

### Szváziföld
- Malolotja-vízesés

### Szenegál
- Barrakunda-vízesés
- Dindefelo-vízesés

### Tanzánia

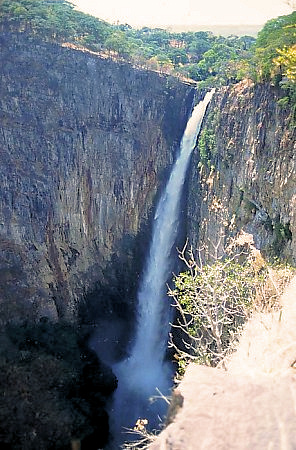
Kalambo-vízesés

- Kalambo-vízesés
- Rusumo-vízesés

### Uganda
- Bujagali-vízesés
- Sipi-vízesés
- Murchison-vízesés

### Zambia
- Chavuma-vízesés
- Chimpepe-vízesés
- Chisanga-vízesés
- Chishimba-vízesés
- Chusa-vízesés
- Kabweluma-vízesés
- Kalambo-vízesés
- Kundilila-vízesés
- Lumangwe-vízesés
- Lwitikila-vízesés
- Mambilima-vízesés
- Mumbuluma-vízesés
- Musonda-vízesés
- Mutumuna-vízesés
- Ngonye-vízesés
- Ntumbachushi-vízesés
- Nyambwezi-vízesés
- Senkele-vízesés
- Viktória-vízesés

### Zimbabwe
- Martins-vízesés
- Mutarazi-vízesés
- Nyazengu-vízesés
- Tuckers-vízesés
- Viktória-vízesés

## Ázsia

### Afganisztán
- Mahipar-vízesés
- Band-e-Amir-Seen-vízesés

### India

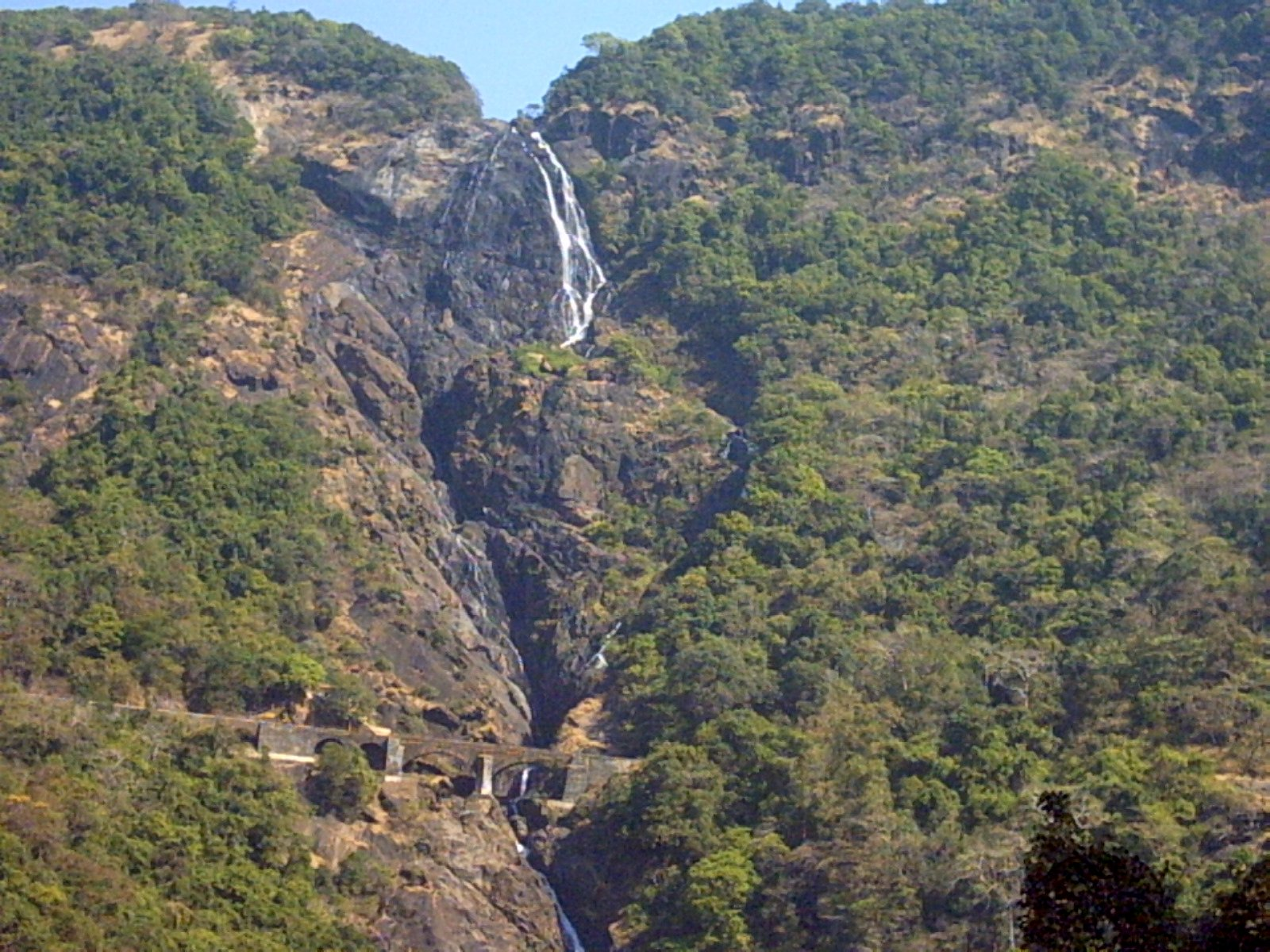
Dudhsagar-vízesés

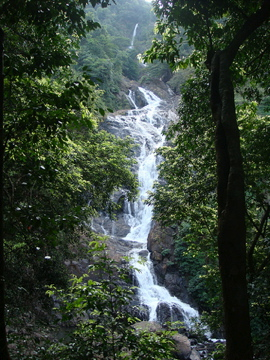
Tamdi Surla-vízesés

- Abby-vízesés
- Adyanpara-vízesés
- Arun-vízesés
- Athirapally-vízesés
- Chachai-vízesés
- Chunchanakatte-vízesés
- Dudhsagar-vízesés
- Duduma-vízesés
- Dzsog-vízesés
- Gersoppa-vízesés
- Godchinamalaki-vízesés
- Gokak-vízesés
- Hebbe-vízesés
- Hogenakal-vízesés
- Irupu-vízesés
- Jonha-vízesés
- Khandadhar-vízesésTamdi Surla-vízesés
- Kallatti-vízesés
- Kiliyur-vízesés
- Kutralam-vízesés
- Lushington-vízesés
- Magod-vízesés
- Manikyandhara-vízesés
- Mutyalamaduvu-vízesés
- Shivanasamudram-vízesés
- Shimsha-vízesés
- Soochipara-vízesés
- Tamdi Surla-vízesés
- Vazhachal-vízesés

### Irán
- Atashgah-vízesés
- Bahram Beigy-vízesés
- Bisheh-vízesés
- Boll-vízesés
- Ganjnameh-vízesés
- Golesztán-vízesés
- Lar-vízesés
- Margoon-vízesés
- Masoule-vízesés
- Semirom-vízesés
- Shalmash-vízesés
- Shekarab-vízesés

### Japán
- Kegon-vízesés
- Nacsi-vízesés

### Kína
- Huangguoshu-vízesés
- Jiulongji-vízesés

### Laosz
- Khone-vízesés

### Fülöp-szigetek
- Maria Cristina-vízesés

### Szingapúr
- Jurong-vízesés – legmagasabb mesterséges vízesés

### Srí Lanka
- Bambarakande-vízesés
- Kurundu Oya-vízesés
- Diyaluma-vízesés

### Thaiföld

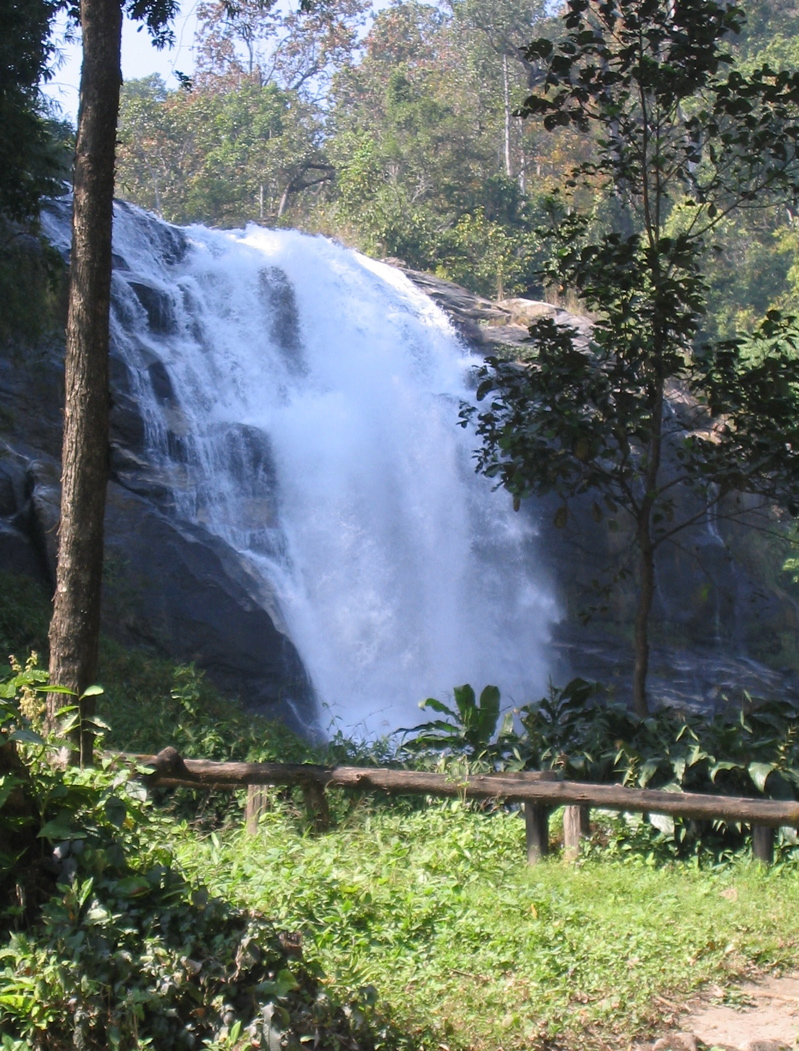
Vachiratharn-vízesés

- Batscho-vízesés
- Krathing-vízesés
- Tschet-Warin-vízesés
- Vachiratharn-vízesés

### Vietnám
- Suoi-Bạc-vízesés

## Európa

### Ausztria

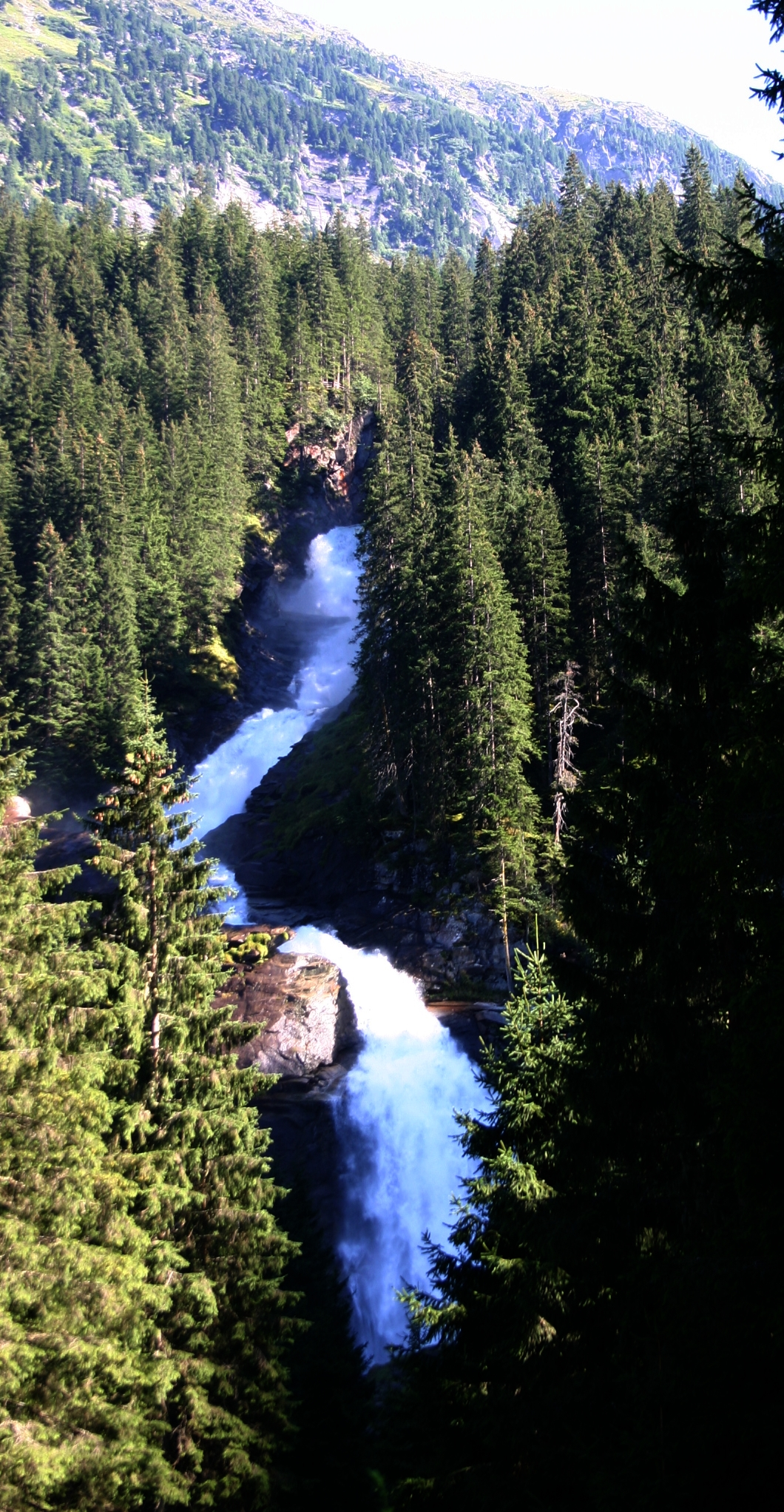
Krimmler-vízesés

- Gasteiner-vízesés
- Gollinge-vízesés
- Höllbach-vízesés
- Krimmler-vízesés
- Stuiben-vízesés
- Triefen-vízesés
- Umbal-vízesés
- Wildensteiner-vízesés

### Belgium
- Coo-vízesés Plopsa Coo vidámparkban

### Bosznia-Hercegovina
- Pliva – 20 m
- Kravica-vízesés – szélessége: 100 m, magassága: 25 m
- Strbacki Buk – Kulen Vakuf és Orasac között az Una folyó vízesése a Nacionalni Park Priroda Una területén

### Bulgária
- Raysko Praskalo-vízesés
- Borov Kamak-vízesés
- Babsko Praskalo-vízesés
- Boyanski Vodopad-vízesés
- Skakavitsa-vízesés

### Dánia
- Qorlortorsuaq-vízesés (Grönland)
- Døndal-vízesés (Bornholm)

### Észtország
- Jägala-vízesés

### Finnország
- Auttiköngäs
- Hepoköngäs
- Imatrankoski
- Kiutaköngäs
- Korkeakoski

### Franciaország
- Gavarnie-vízesés
- Gimel-vízesés
- Beaumei-vízesés
- Hérisson-vízesés

### Görögország
- Edessai-vízesés
- Mavroneri-vízesés

### Horvátország
- Plitvicai-vízesés

### Nagy-Britannia

#### Anglia
- Cautley Spout
- Gaping Gill
- High Force
- Low Force
- Hardraw Force
- Cauldron Snout
- Lydford Gorge
- Canonteign-vízesés

#### Skócia
- Eas a' Chual Aluinn

#### Wales
- Aber-vízesés
- Aberdulais-vízesés
- Dolgoch-vízesés
- Horseshoe-vízesés
- Ffrwd Fawr-vízesés
- Melincourt-vízesés
- Pwll-y-Wrach
- Pistyll Rhaeadr
- River Mellte
- Henrhyd-vízesés
- Swallow -vízesés
- Ystradfellte

### Írország
- Aasleagh-vízesés
- Assarnacaly-vízesés
- Connor Pass-vízesés
- Cranny-vízesés
- Ess na Laragh-vízesés
- Essaranka-vízesés
- Glenbarrow-vízesés
- Glenoe-vízesés
- Glencar-vízesés
- Kylemore-vízesés
- Maghera-vízesés
- Mahon-vízesés
- Powerscourt-vízesés
- Torc-vízesés
- Toormackeady-vízesés
- Upper sheen-vízesés

### Izland

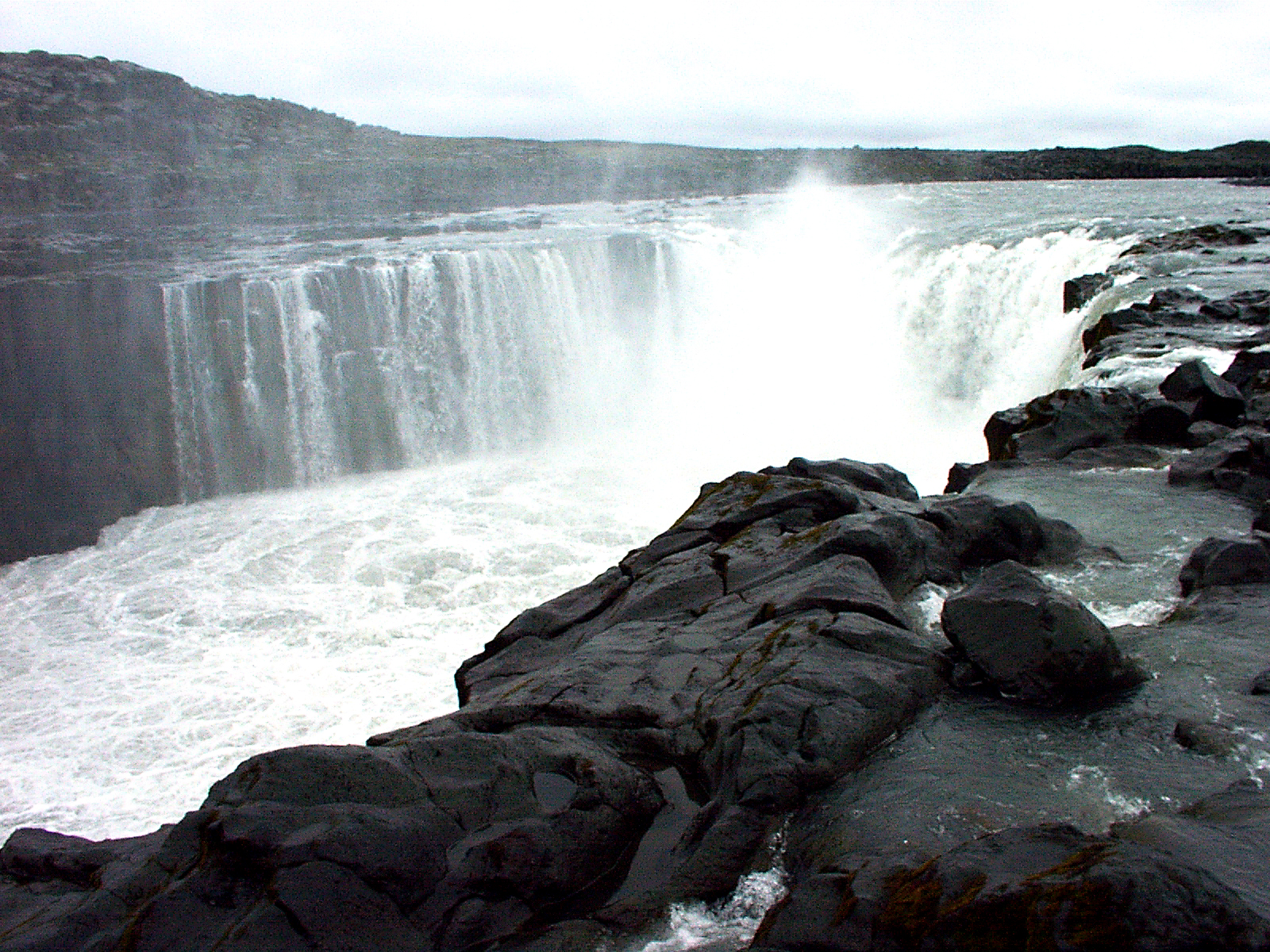
Selfoss

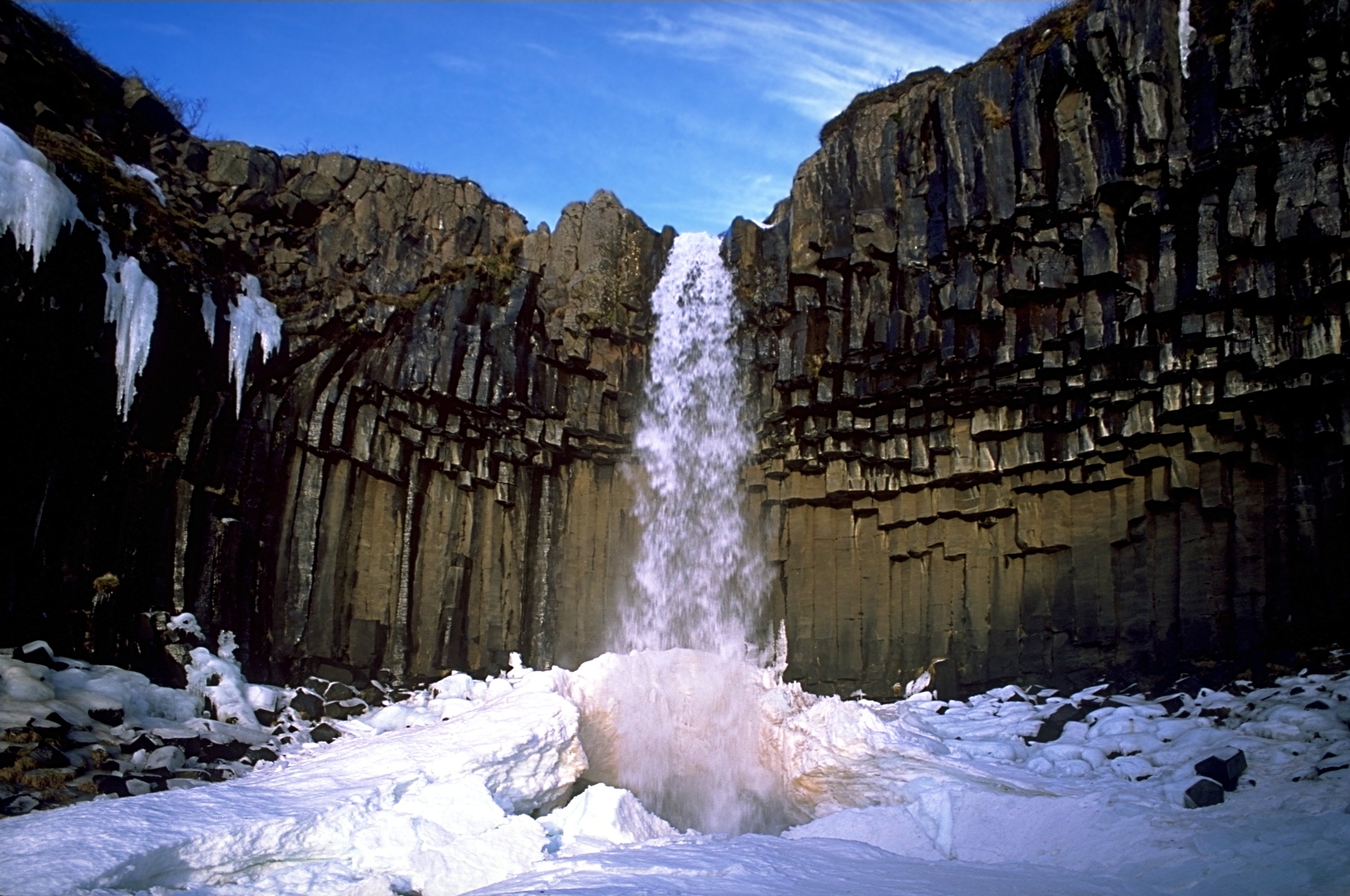
Svartifoss télen

- Aldeyjarfoss
- Barnafoss
- Dettifoss
- Dynjandi
- Gjáin
- Glymur
- Goðafoss
- Gullfoss
- Hafragilsfoss
- Háifoss
- Hengifoss
- Hjálparfoss
- Hraunfossar
- Ófærufoss
- Öxarárfoss
- Selfoss
- Seljalandsfoss
- Skógafoss
- Svartifoss

### Lettország
- Ventas Rumba

### Magyarország
- Ilona-völgyi-vízesés
- Fátyol-vízesés
- Jegenye-völgyi vízesés

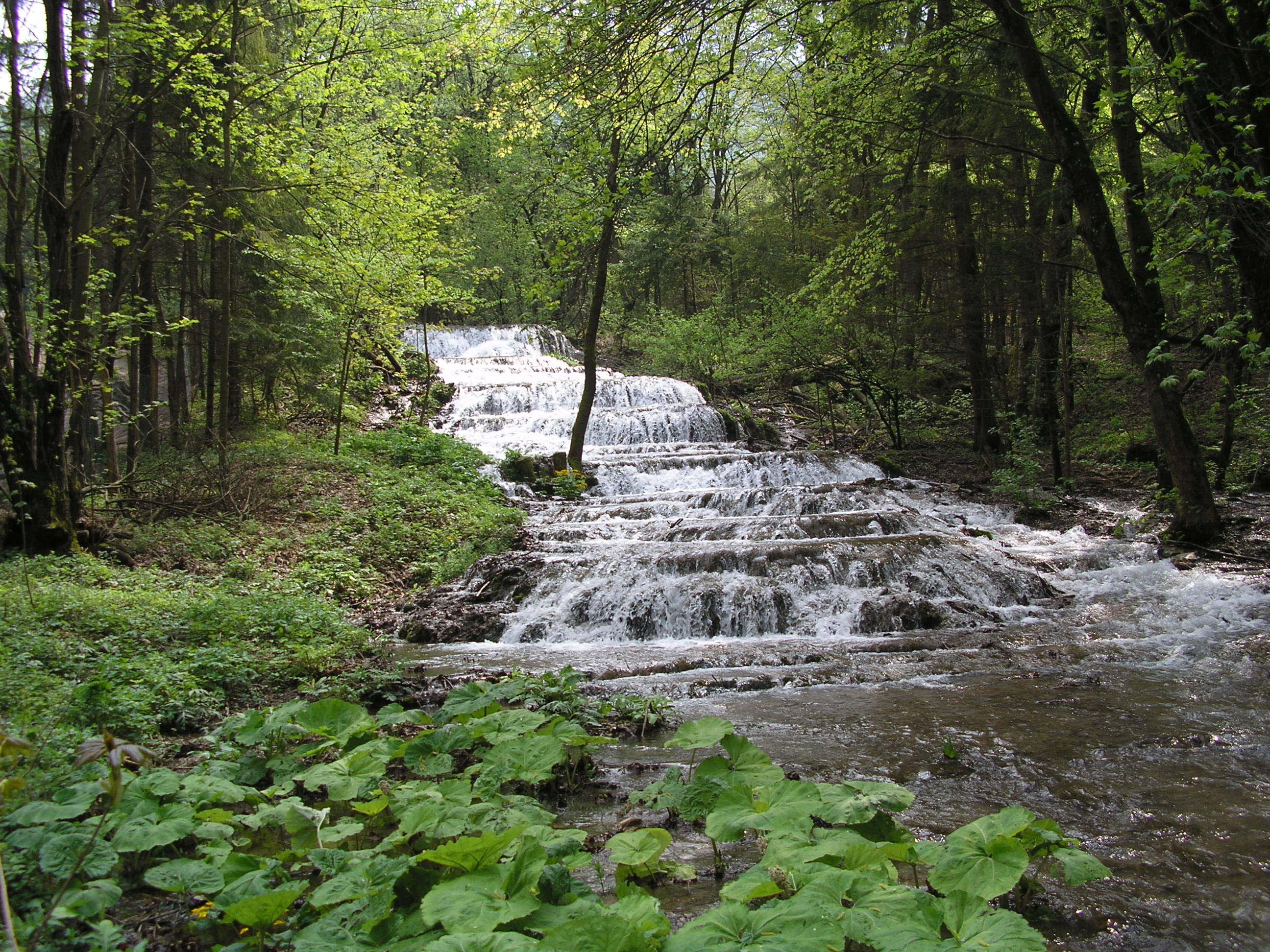
Fátyol-vízesés (Szalajka-völgy)

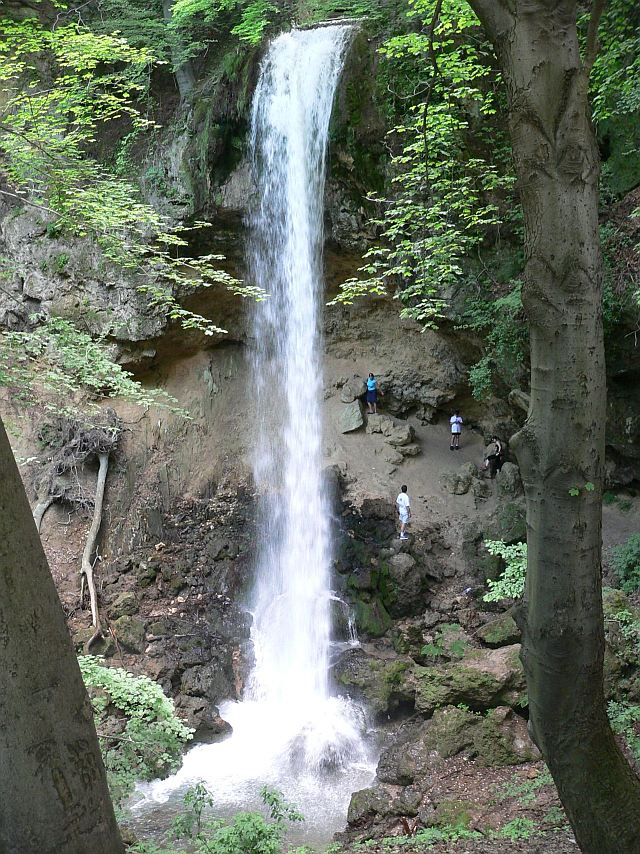
Lillafüredi-vízesés

- Lillafüredi-vízesés (a legmagasabb)
- Ördögmalom-vízesés

### Németország

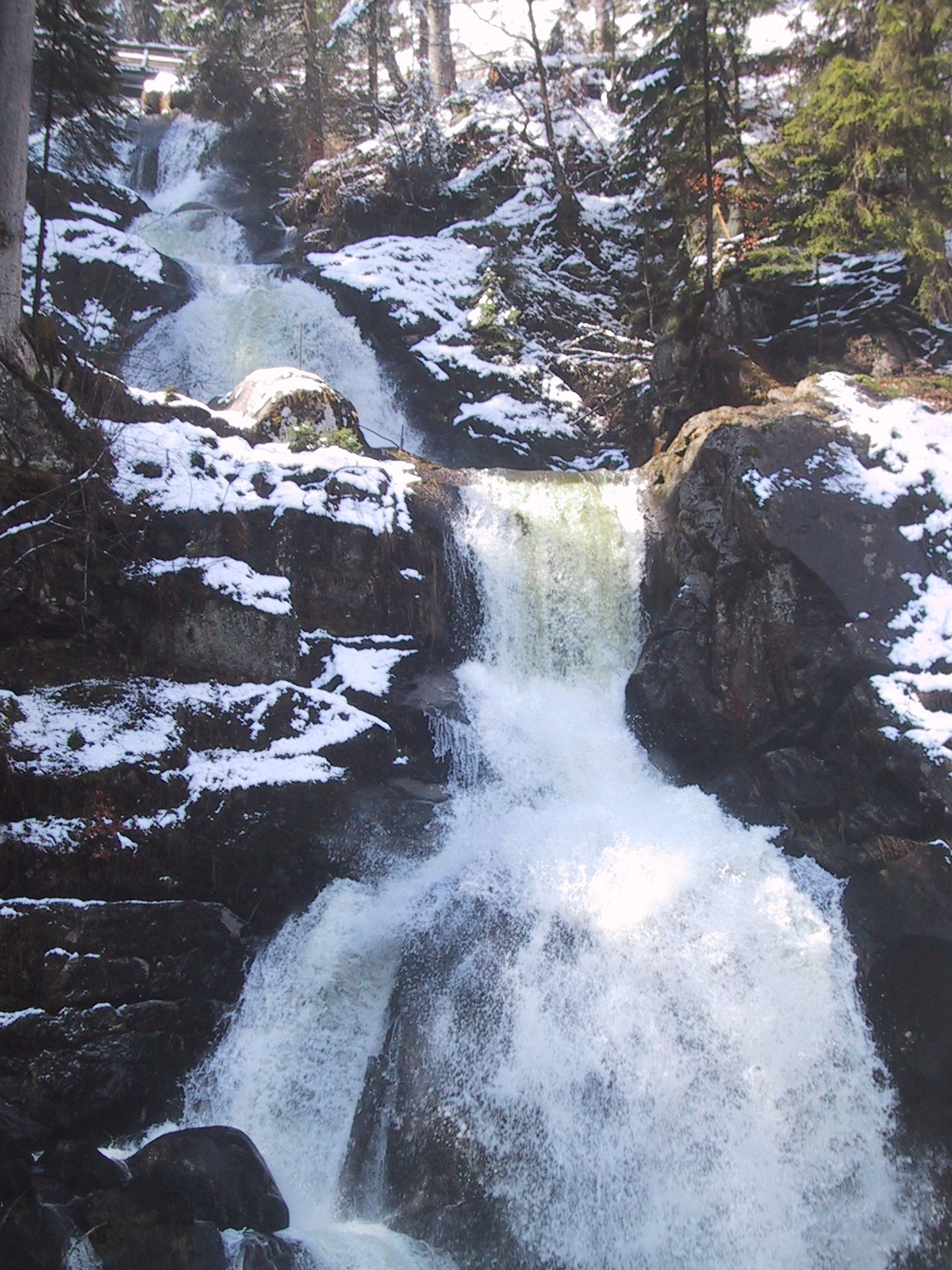
Triberger-vízesés

- Allerheiligen-vízesés
- Altensteiner-vízesés
- Amsel-vízesés
- Höllbach-vízesés
- Königsbach-vízesés
- Kuhflucht-vízesés
- Lech-vízesés
- Lichtenhainer-vízesés
- Muglbach-vízesés
- Riesloch-vízesés
- Röthbach-vízesés
- Spitter-vízesés
- Stuiben-vízesés
- Triberg-vízesés
- Trusetaler-vízesés
- Tatzelwurm-vízesés
- Uracher-vízesés
- Weißbach-vízesés

### Norvégia

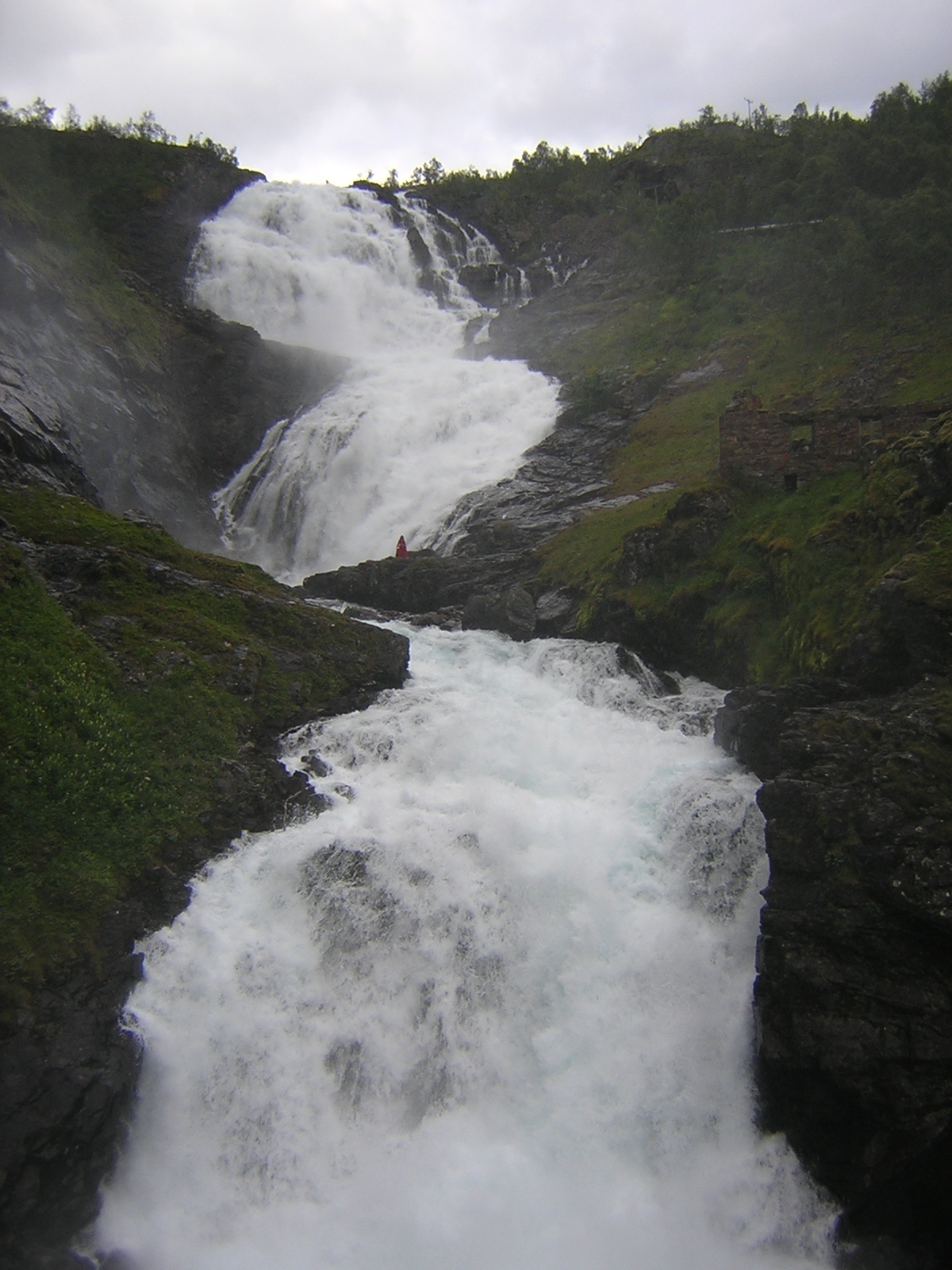
Kjosfossen-vízesés

- Espelandsfossen
- Kjosfossen
- Langfoss
- Laksfors
- Låtefossen
- Mardalsfossen
- Mongefossen
- Månafossen
- Ramnefjellsfossen
- Rjukanfossen
- Skrikjofossen
- Søndre Mardalsfoss
- Steinsdalsfossen
- Tyssestrengene
- Vettisfossen
- Vøringfossen

### Olaszország
- Cascata delle Marmore
- Cascate del Rio Verde
- Cascate del Dardagna
- Cascata di Valbondione
- Cascata di Varone

### Svédország
- Muddus-vízesés
- Rista-vízesés
- Stalpet
- Tännforsen
- Trollforsen
- Trollhättan-vízesés

### Svájc

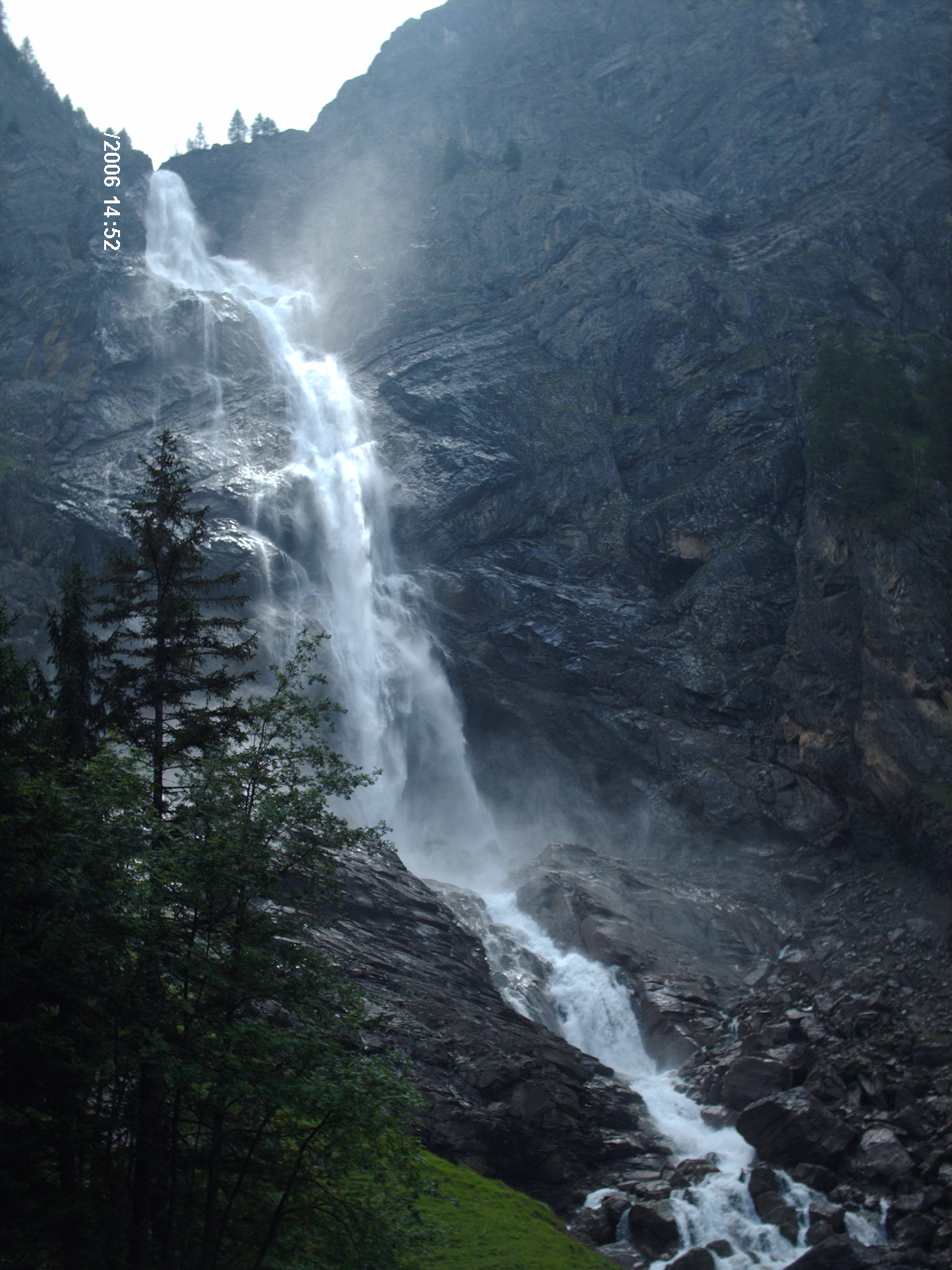
Unterer Engstligen (Svájc)

- Engstligen-vízesés
- Giessbach
- Iffig-vízesés
- Mürrenbach-vízesés
- Reichenbach-vízesés
- Rajna-vízesés
- Schmadribach-vízesés
- Seerenbach-vízesés
- Staubbach-vízesés
- Trümmelbach-vízesés
- Lenzerheide-i vízesés

### Szerbia
- Jelovarnik
- Ripaljka

### Szlovénia

A Boka vízesés (Szlovénia)

- Boka-vízesés
- Klonte
- Lhnjak
- Savinja
- Triglav vízesés a nemzeti parkban
- Mostnicei vízesés
- Peričnik vízesés
- Savica-vízesés

## Észak-ésKözép-Amerika

### Honduras
- Pulhapanzak-vízesés

### Jamaica
- Dunn's River-vízesés

### Kanada

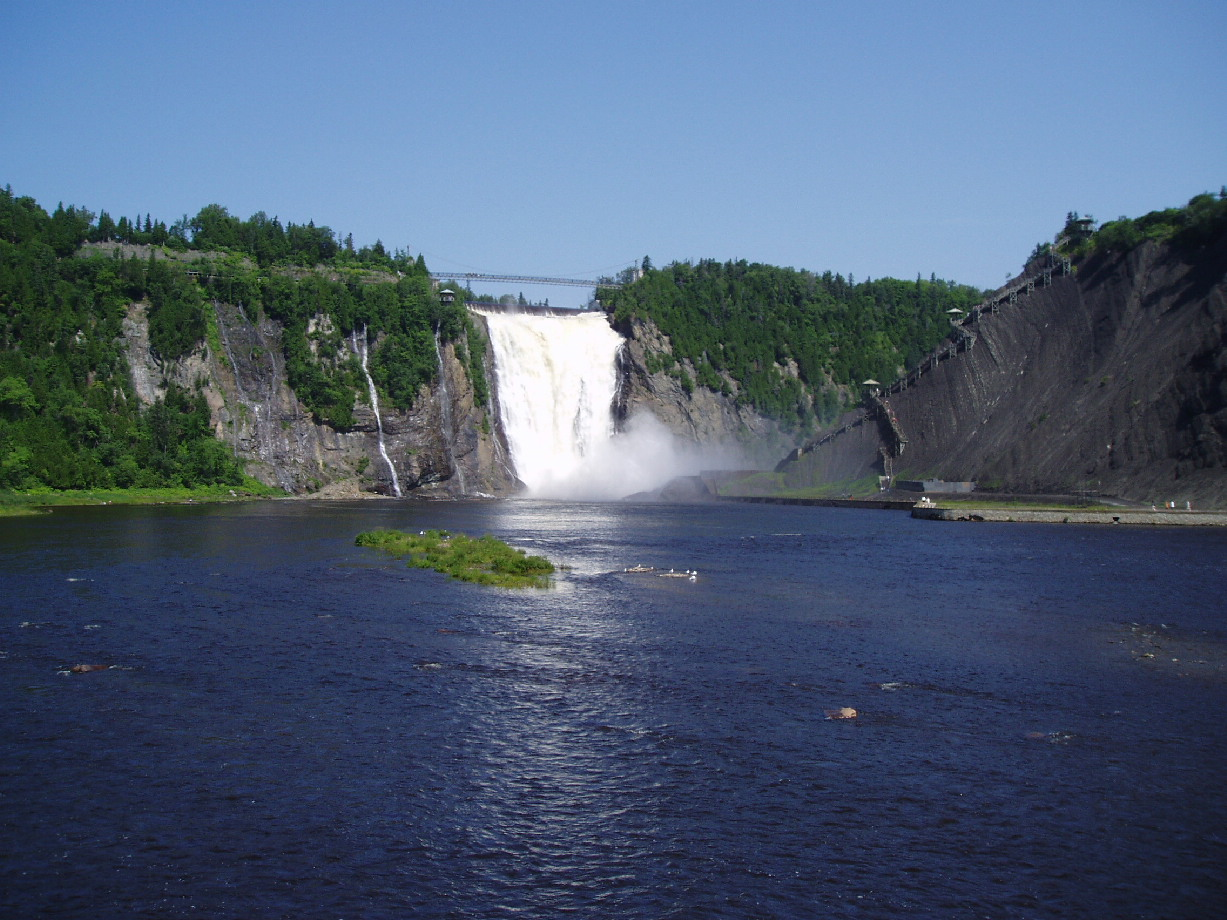
Montmorency-vízesés

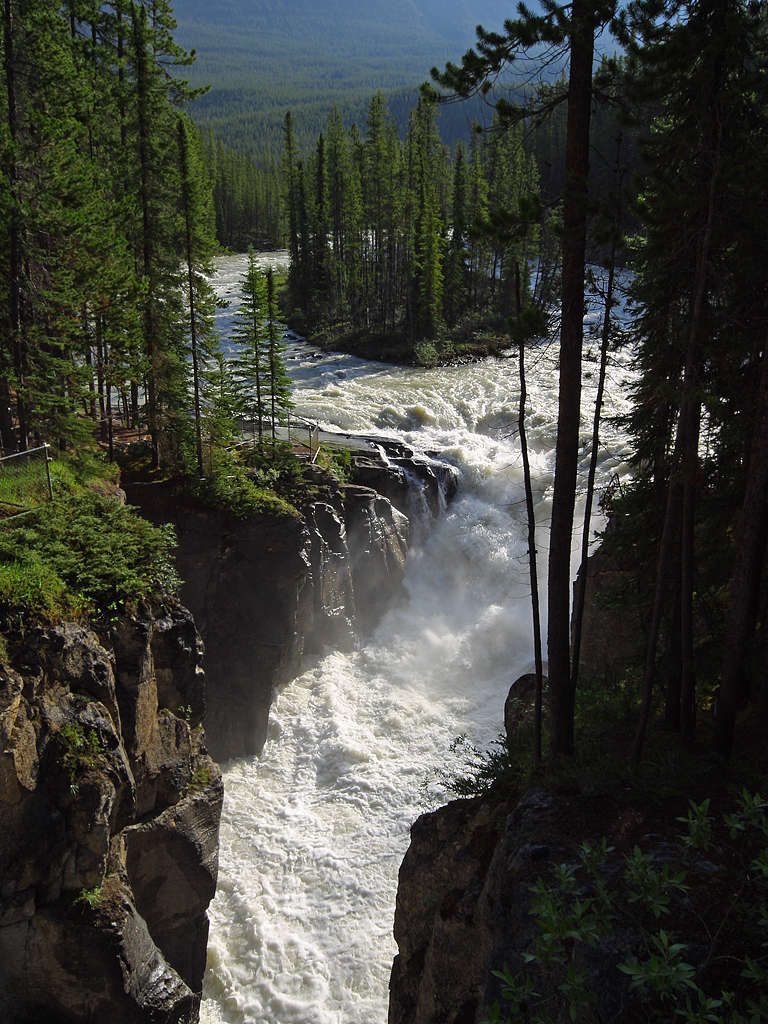
Sunwapta-vízesés

- Athabasca-vízesés
- Bow Glacier-vízesés
- Bridal-vízesés
- Montmorency-vízesés
- Canadian-vízesés
- Churchill-vízesés
- Della-vízesés
- Emperor-vízesés
- Helmcken-vízesés
- Hunlen-vízesés
- Montmorency-vízesés
- Niagara-vízesés
- Pissing Mare-vízesés Sunwapta-vízesés
- Shannon-vízesés
- Sunwapta-vízesés
- Takakkaw-vízesés
- Twin-vízesés
- Virginia-vízesés
- Wilberforce-vízesés

### Mexikó
- Basaseachi-vízesés
- Piedra Volada-vízesés
- Agua Azul-i vízesés
- Tamul-vízesés
- Misol-Ha-vízesés
- Texolo-vízesés
- A Santa María Regla-i bazaltoszlopok vízesése
- Mil Diez-i vízesés

### USA
- Yosemite-vízesés,
- Ribbon-vízesés,
- Silver Strand-vízesés,
- Feather-vízesés,
- Bridalveil Falls
- Nevada-vízesés
- Multnomah-vízesés,
- Whitewater-vízesés
- Vernal-vízesés,
- Lower-vízesés, Wyoming
- Watson-vízesés, Oregon
- Snoqualmie-vízesés, Washington
- Fall Creek-vízesés, Tennessee
- Taughannock-vízesés, New York
- Shoshone-vízesés, Idaho
- American-vízesés, New York
- Tower-vízesés, Wyoming
- Mooney-vízesés, Arizona
- Crystal-vízesés, Wyoming
- Burney-vízesés, Kalifornia
- Toketee-vízesés, Oregon
- Upper-vízesés, Wyoming

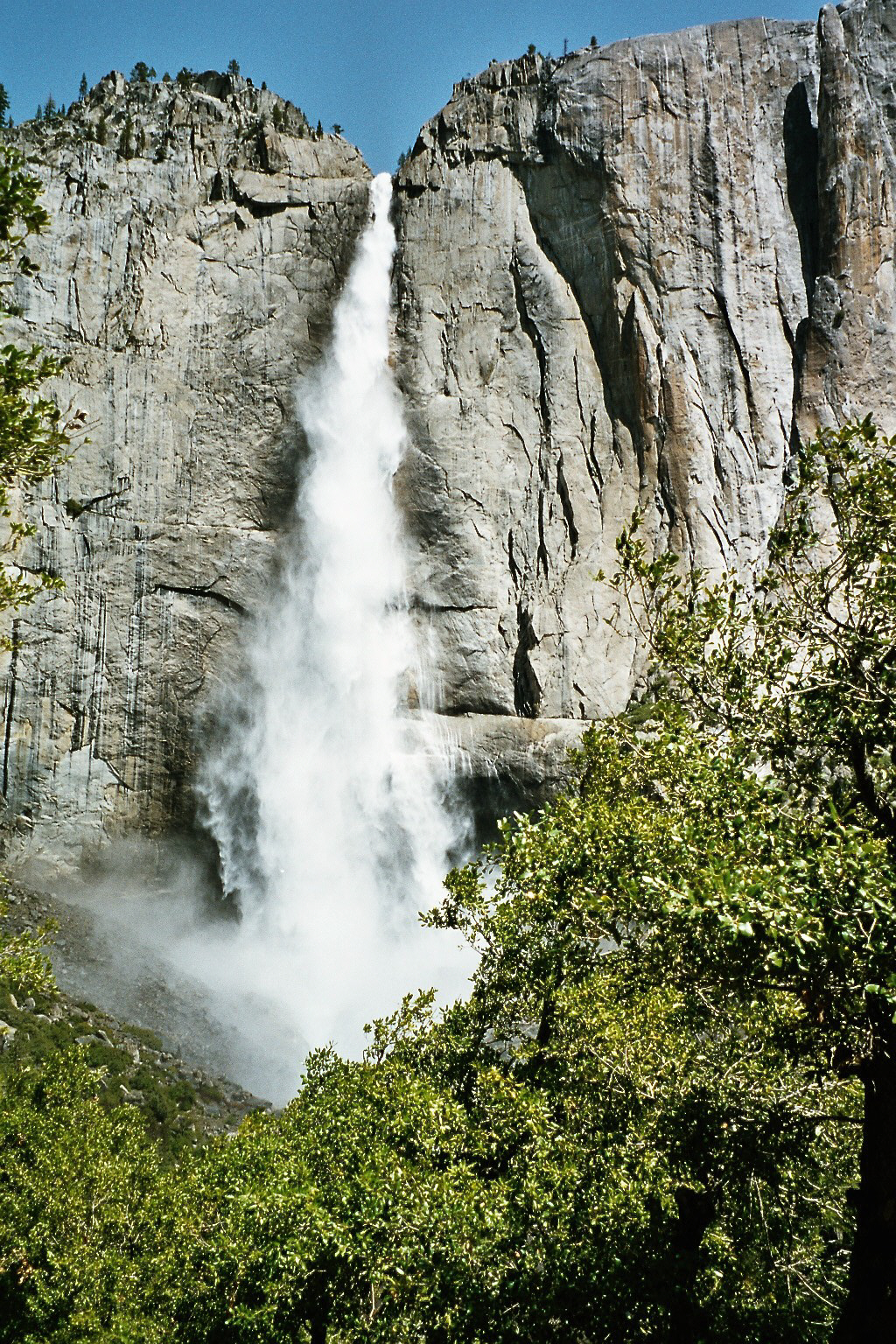
Yosemite-vízesés

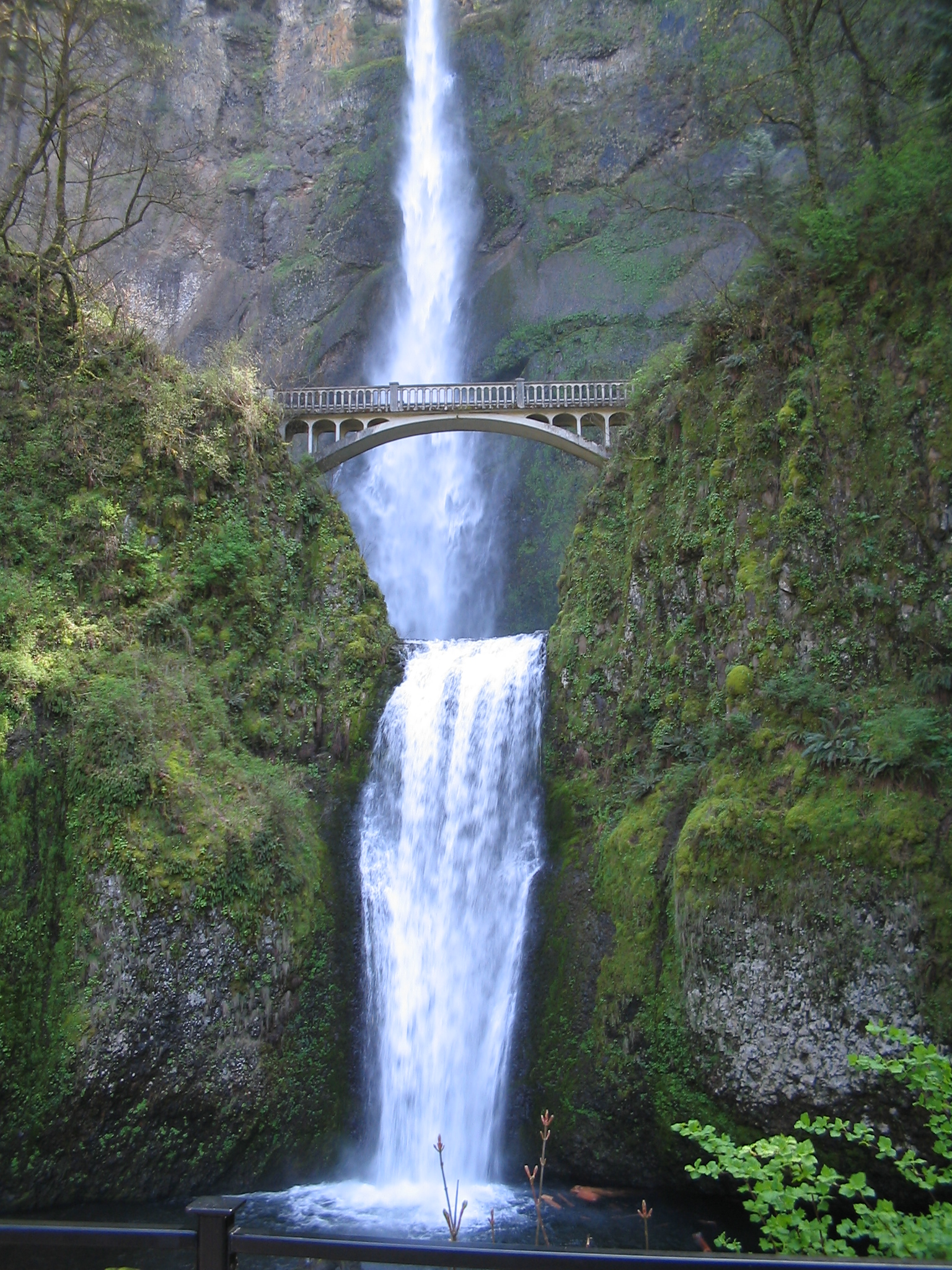
Multnomah-vízesés

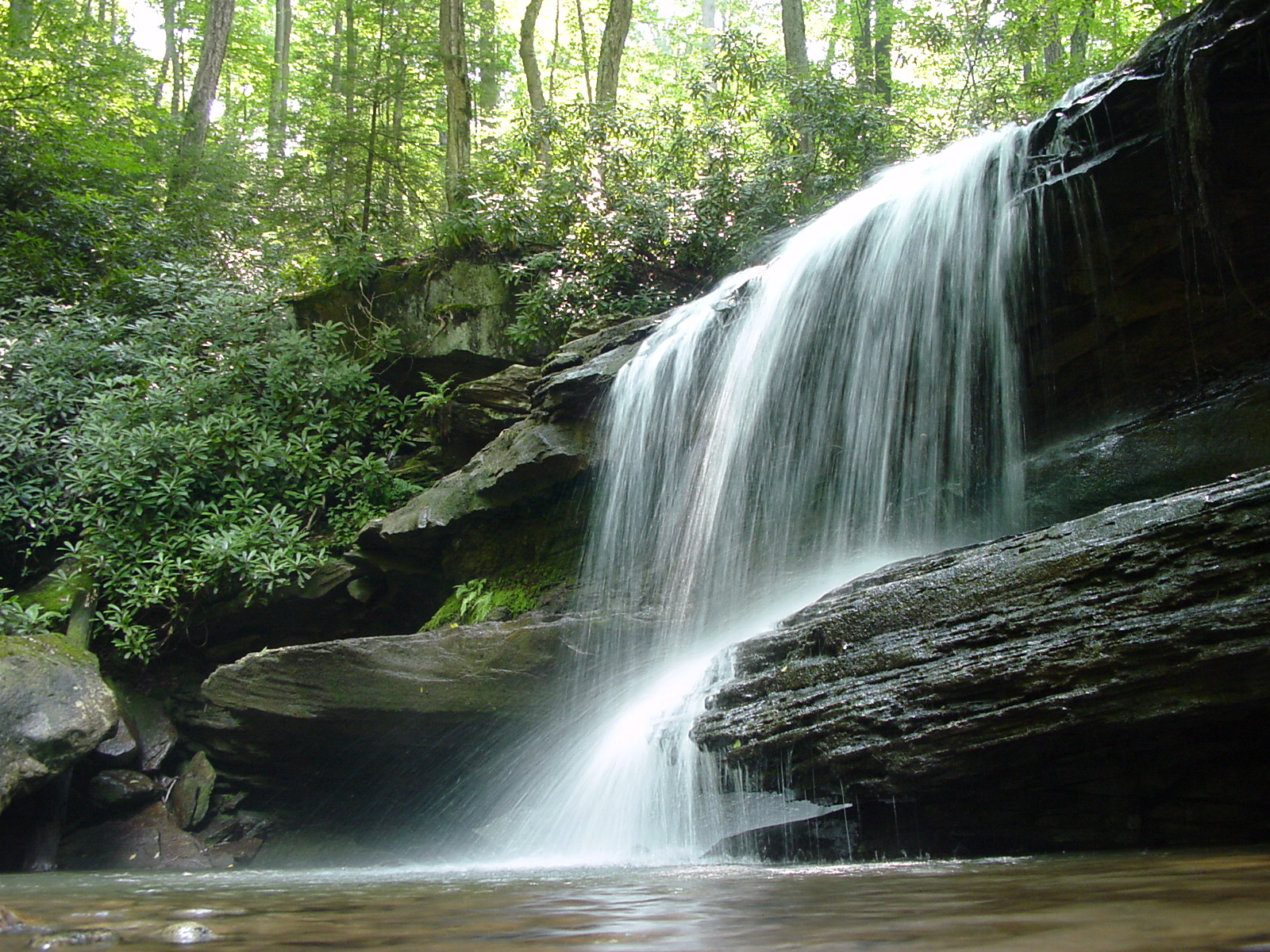
Jonathan's Run-vízesés

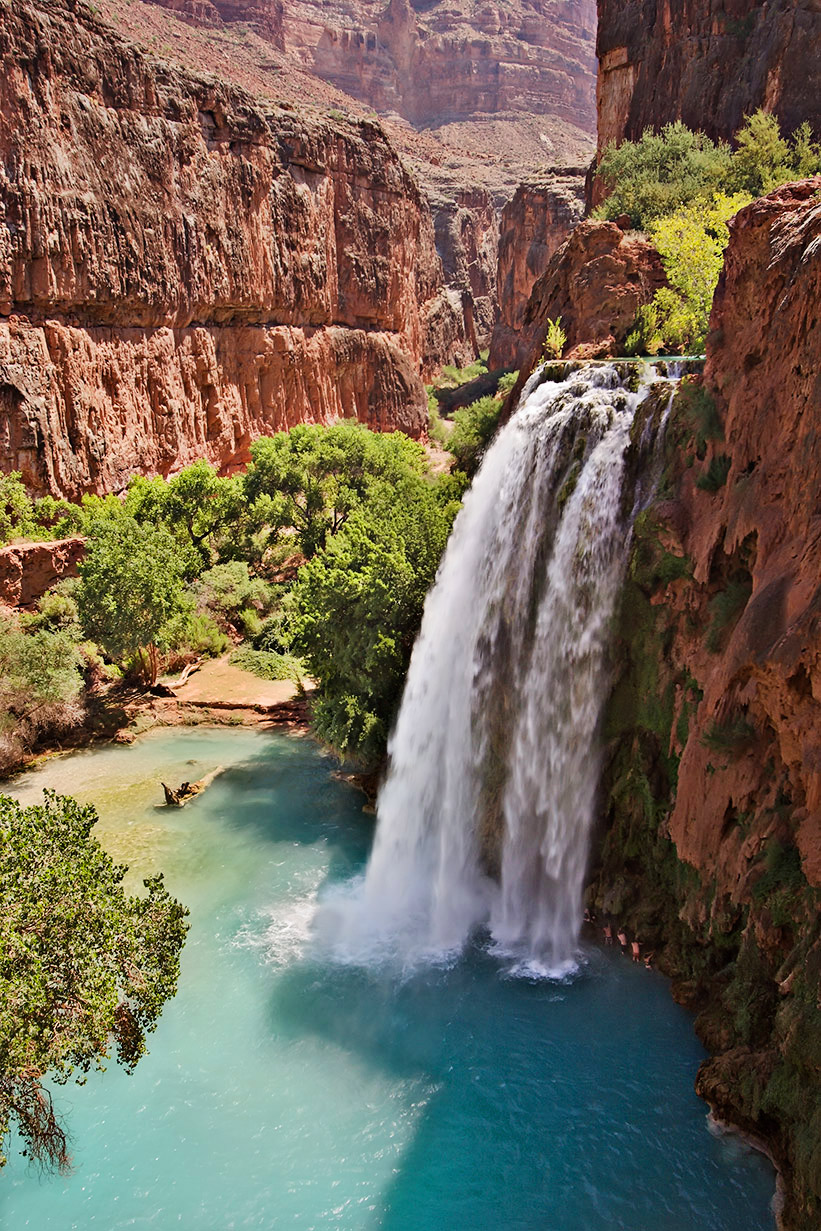
Havasu Falls, Arizona

- Noccalula-vízesés, Gadsden, Alabama
- VerKeerderkill-vízesés, New York
- Great-vízesés, Paterson
- Cumberland-vízesés, Kentucky
- Cohoes-vízesés, New York
- Tahquamenon-vízesés Michigan
- Indian Chimney-vízesés, New York
- Minnehaha-vízesés, Minnesota Fulmer-vízesés

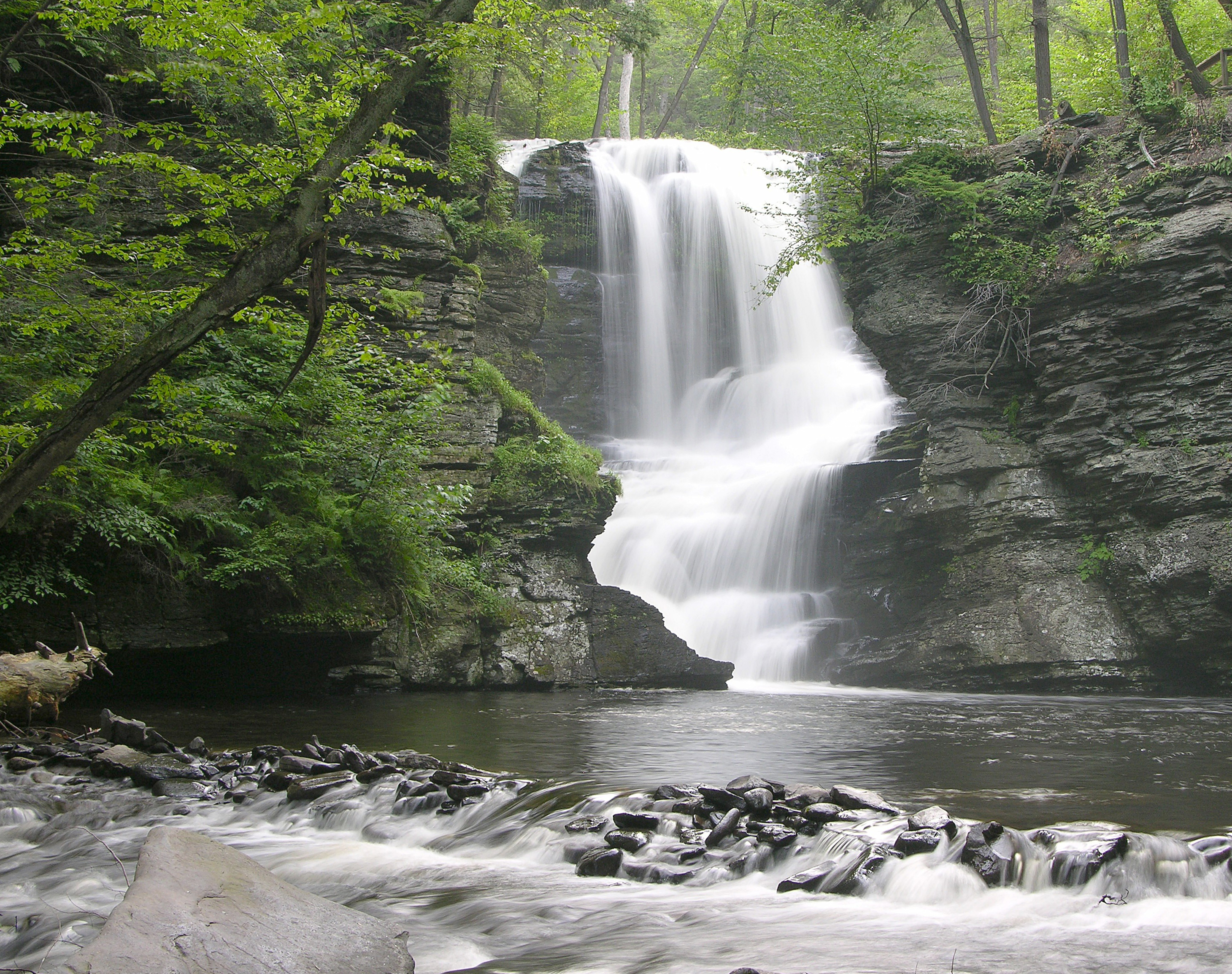
Fulmer-vízesés

- Fulmer-vízesés, Pike megye (Pennsylvania)
- Willamette-vízesés (Willamette River) Oregon
- Saint Anthony-vízesés, Minnesota
- Ramona-vízesés, Mt. Hood Wilderness Area, Oregon
- Jonathan's Run-vízesés Ohiopyle State Park, Pennsylvania
- Ohiopyle-vízesés, Ohiopyle State Park, PA
- Cucumber-vízesés, Ohiopyle State Park, PA
- Lower Calf Creek-vízesés, Calf Creek Canyon, Utah
- Bridal Veil-vízesés, Multnomah County

## Óceánia

### Ausztrália

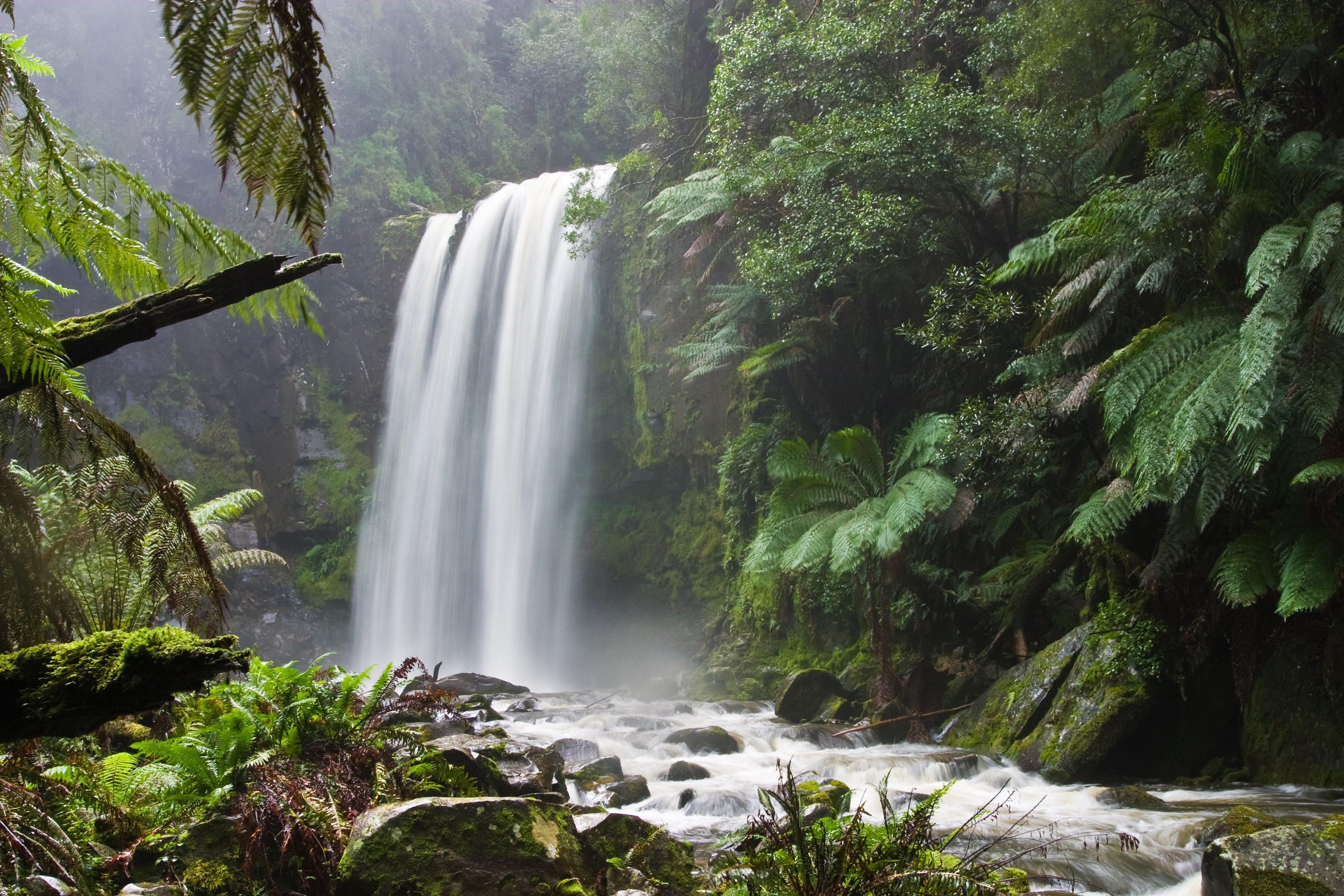
Hopetoun-vízesés

- Govetts Leap-vízesés – Blackheath, New South Wales
- Hopetoun-vízesés bei Beech Forest (Victoria)
- Horizontal-vízesés – Talbot Bay
- Jim Jim-vízesés,
- MacKenzie-vízesés, Grampians-Nationalpark, Victoria
- Montezuma-vízesés
- Tin Mine-vízesés
- Twin Falls
- Wallaman-vízesés, Queensland
- Wollomombi-vízesés

### Hawaii
- Akaka-vízesés
- Kahiwa-vízesés
- Kahuna-vízesés
- Olo'upena-vízesés
- Papalaua-vízesés
- Rainbow-vízesés
- Wailua-vízesés
- Waipoo-vízesés

### Új-Zéland

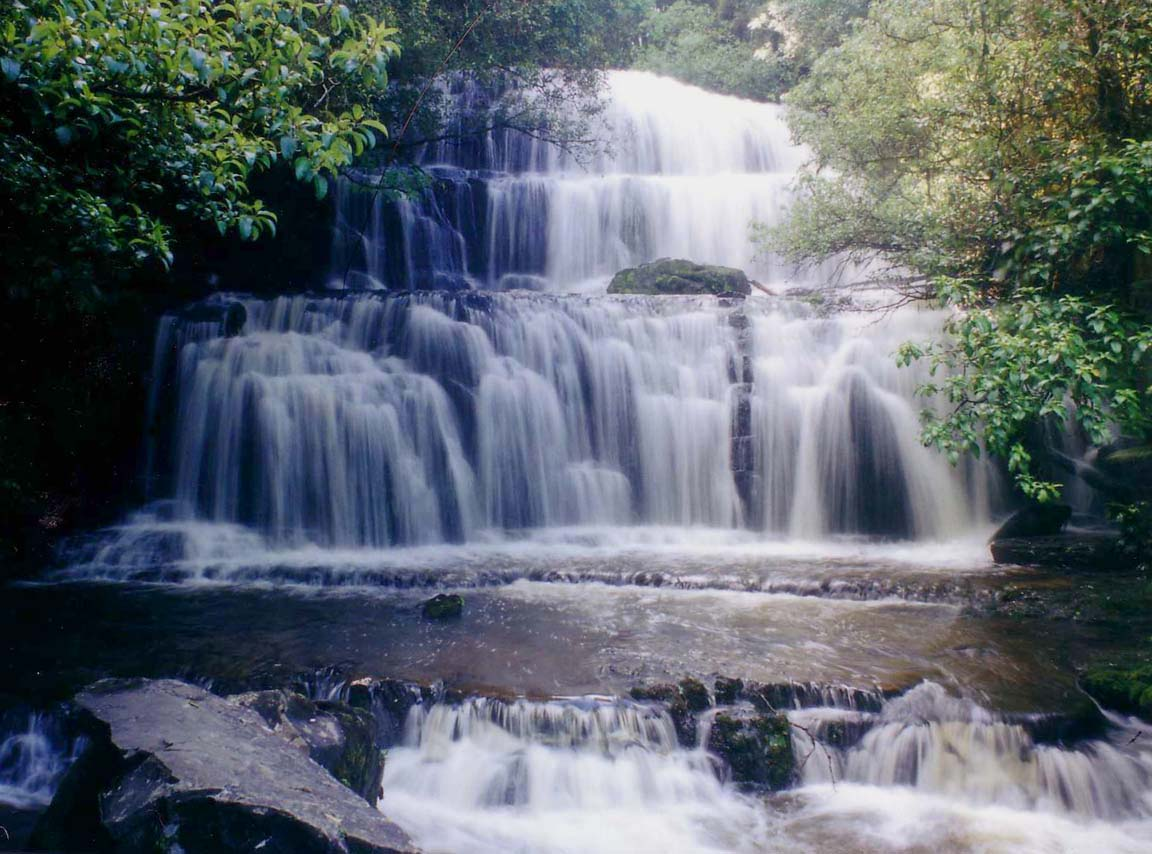
Purakaunui-vízesés

- Aniwaniwa-vízesés
- Bridal Veil-vízesés
- Browne-vízesés
- Huka-vízesés
- Haruru-vízesés
- McLean-vízesés
- Mokau-vízesés
- Mt. Damper-vízesés
- Purakaunui-vízesés
- Sutherland-vízesés

### Szamoa
- Togitogiga-vízesés

### Tahiti
- Fachoda-vízesés

## Dél-Amerika

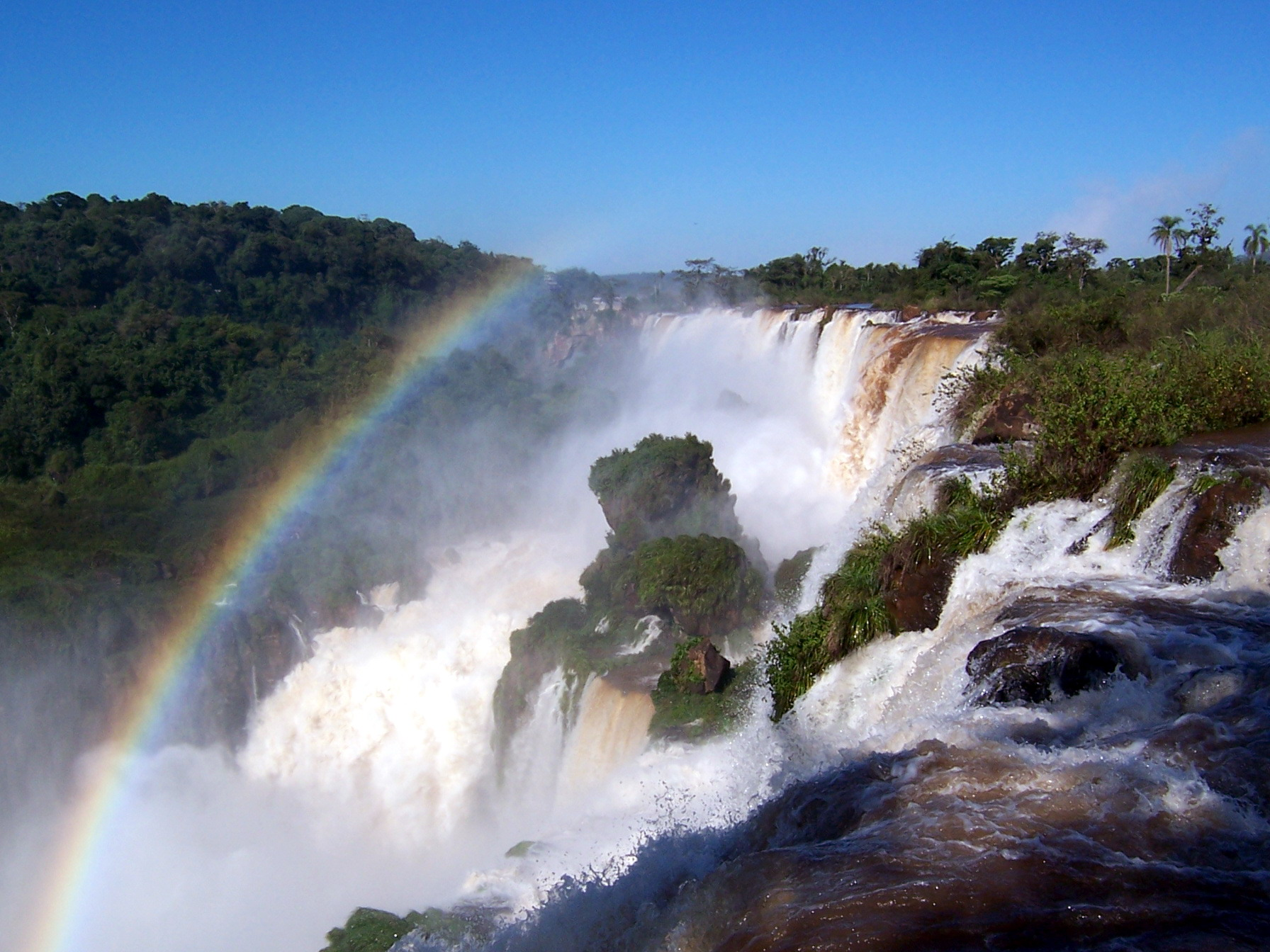
B Iguaçu-vízesés

### Argentína
- Iguazú-vízesés

### Brazília
- Cascata do Caracol
- Cachoeira da Fumaça (Chapada Diamantina, Bahia)
- Cachoeira do Itiquira, Goiás állam
- Cascata de Sete Lagoas
- Tabuleiro-vízesés

### Brazília/Paraguay
- Guaira-vízesés

### Chile

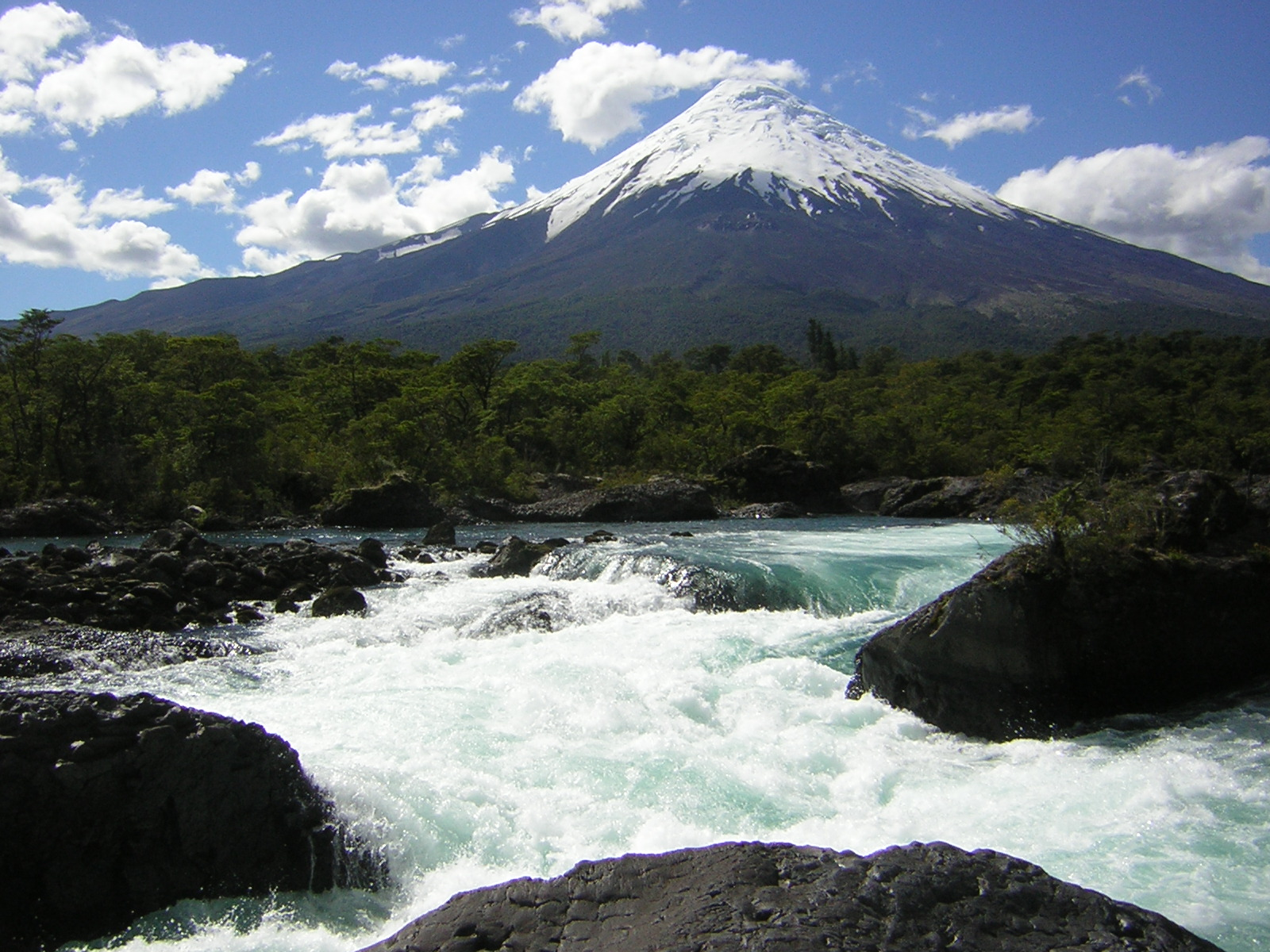
Petruhé-vízesés

- El Saltillo
- Huilo-Huilo-vízesés
- Itata-vízesés
- Los Saltos-vízesés
- Laja-vízesések
- Rahue-vízesés
- Petrohué-vízesés

### Guyana
- Kaieteur-vízesés
- VIII. Edward-vízesés

### Kuba
- Soroa-vízesés

### Peru
- Gocta-vízesés
- Yumbilla-vízesés

### Venezuela
- Angel-vízesés
- Cuquenán-vízesés

## Külső hivatkozások
- World Waterfall Database
- Bilder und Beschreibung vieler Wasserfälle weltweit (
- Waterfalls of the world
- Waterfalls